# Villamelendro

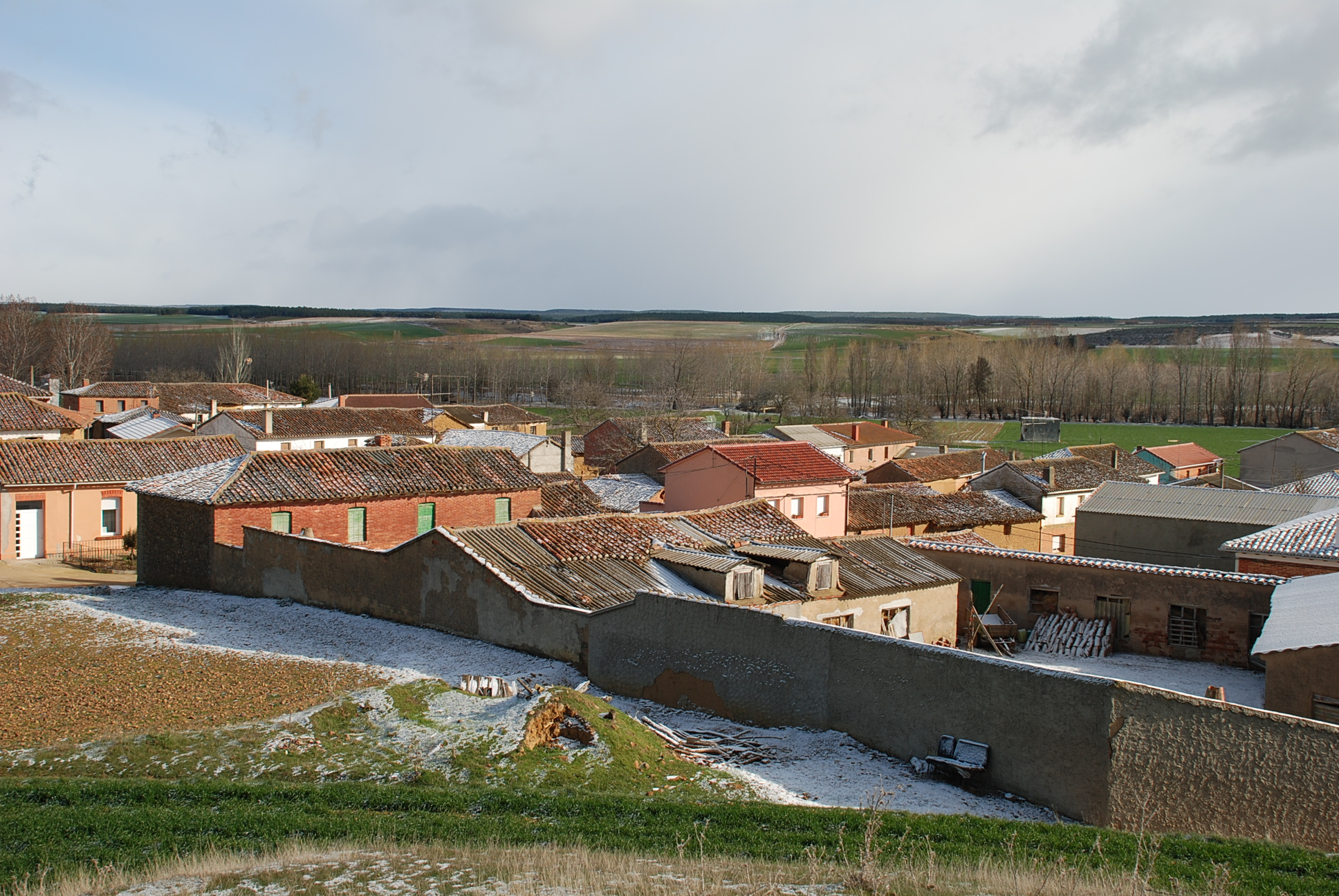
Vista General del Pueblo. El 23 de marzo de 2008. Domingo de Resurrección

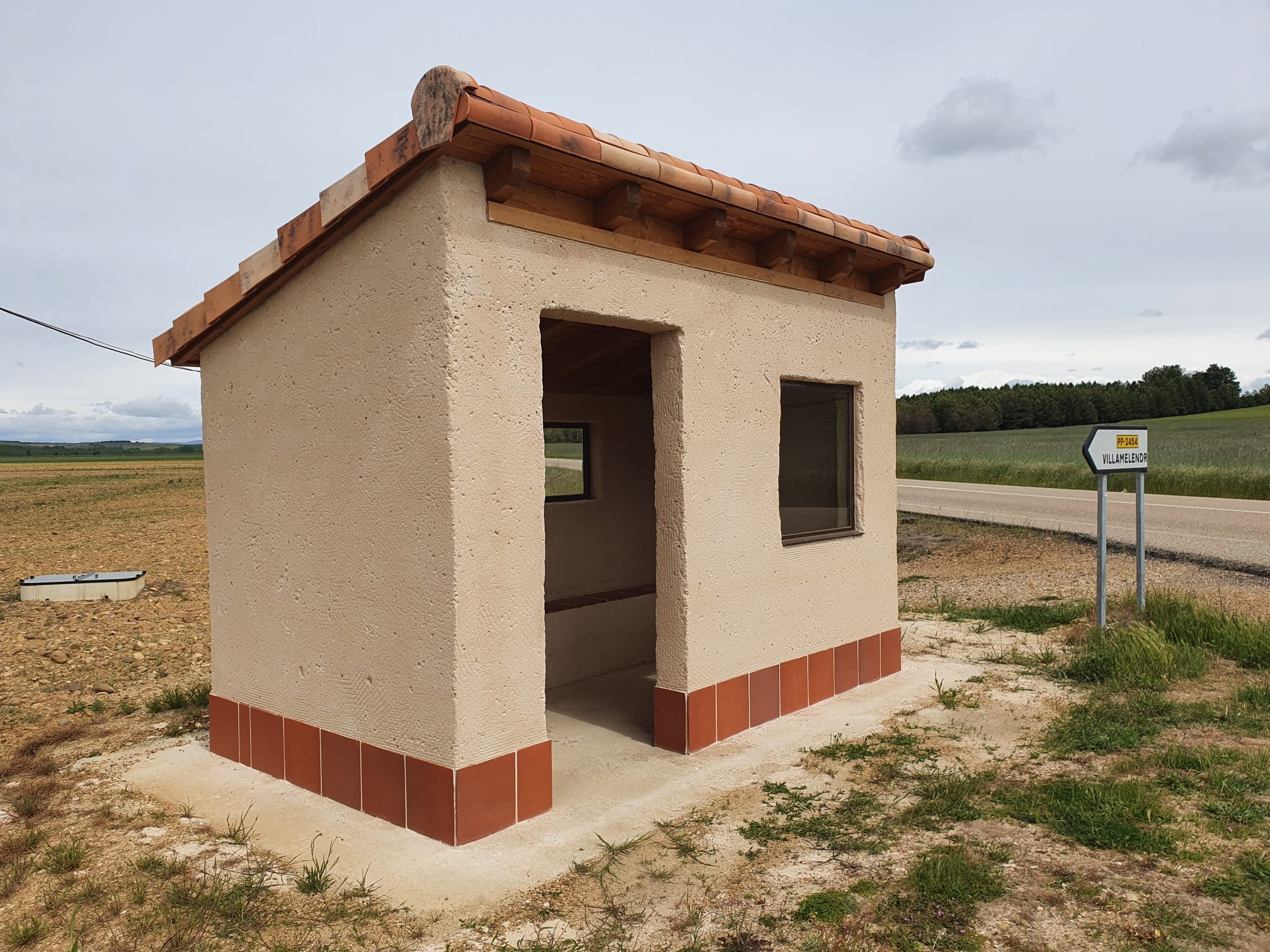
Estación de bus de Villamelendro de Valdavia en el cruce de la carretera provincial P236 con la carretera PP-2454 llamada camino vecinal a 800 m del casco urbano.

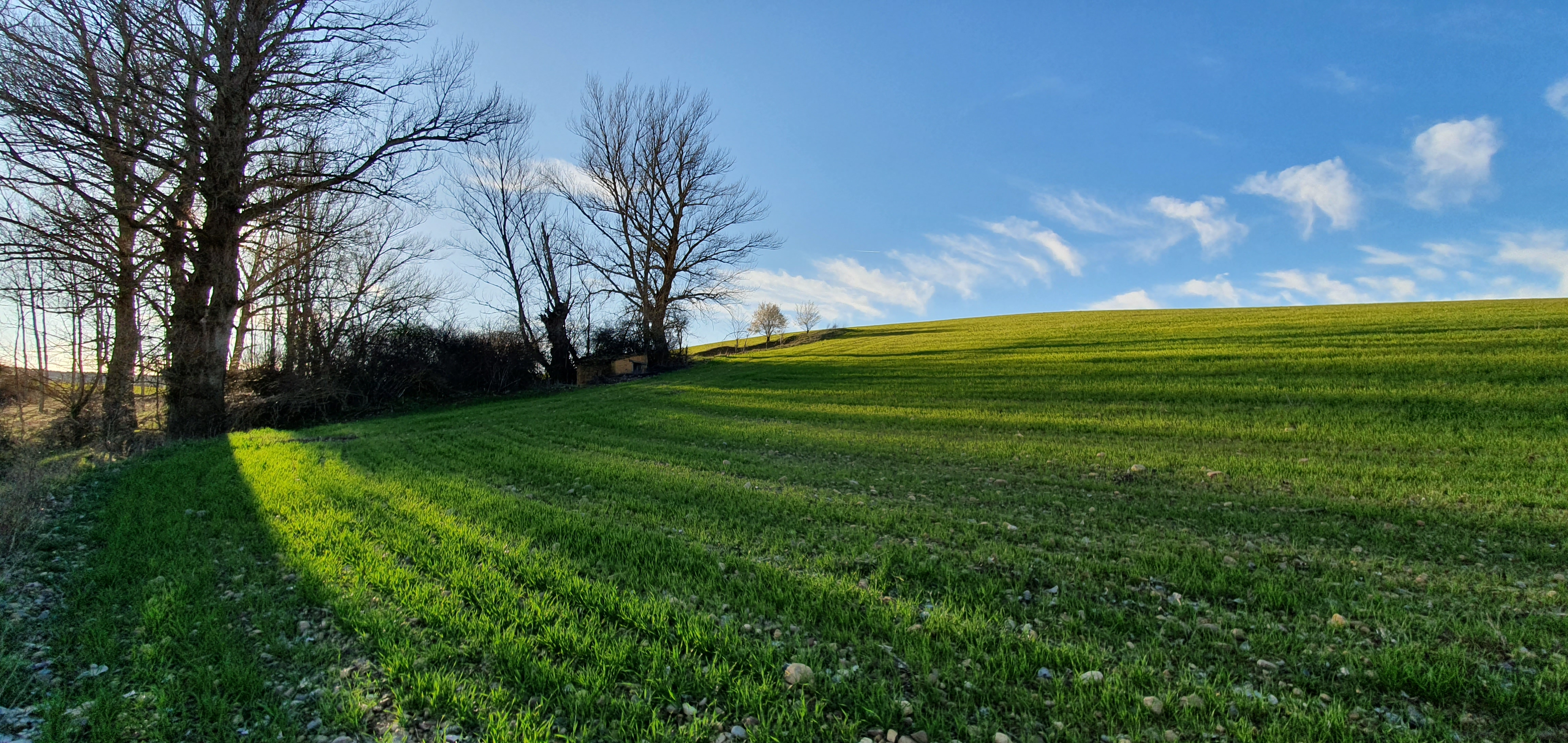
Vista del cerro de la Horca, con el acceso a la fuente del pueblo a sus pies.

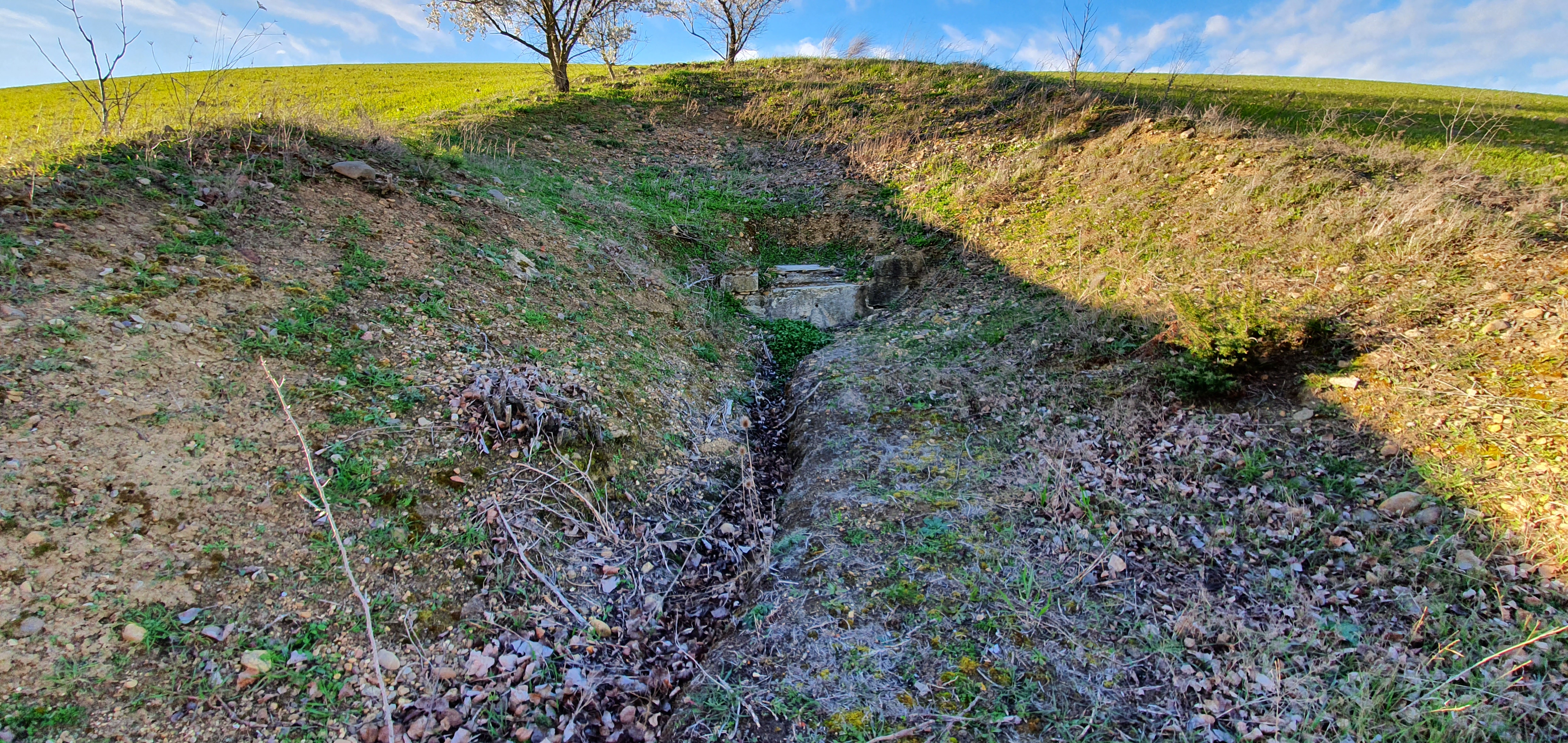
Fuente del pueblo.

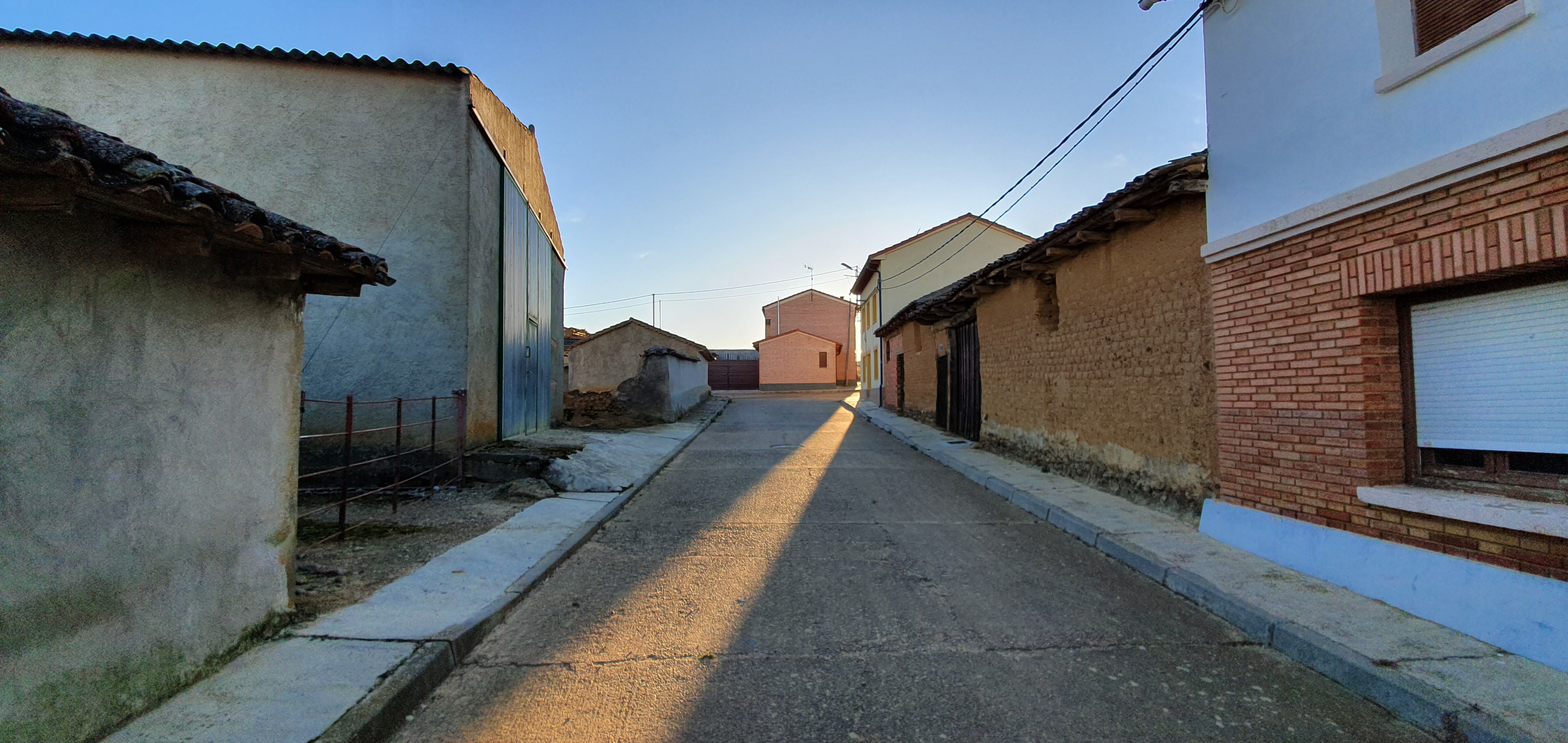
Vista de la calle Sol. Esta calle, era la más merodional del primitivo casco urbano, y a la que primero llegaban los rayos matutinos, de ahí su nombre.

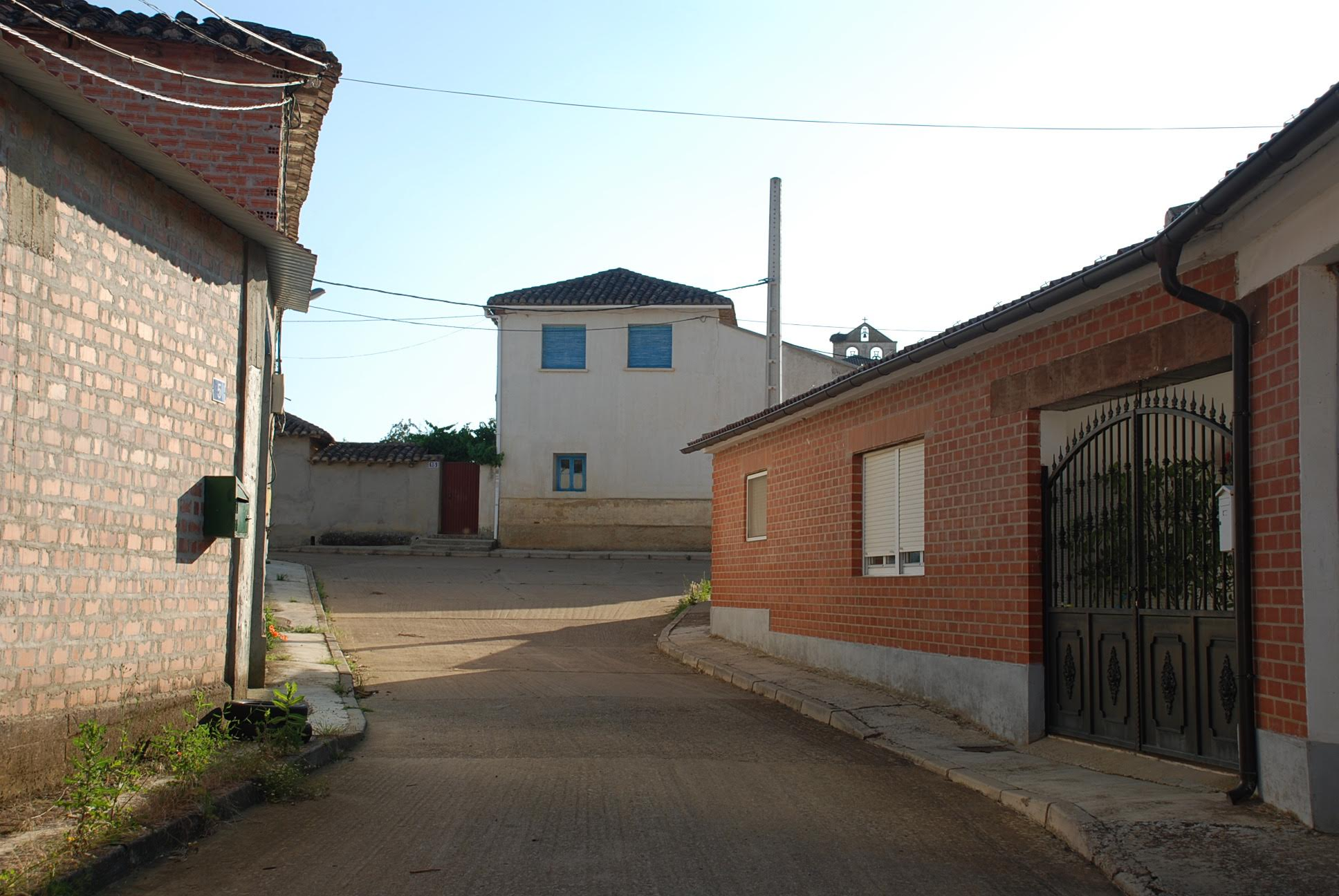
Vista de la calle Cantarranas. Su nombre está relacionado con la orientación hacia el río, lo que amplificaba el sonido que hacen estos anfibios.

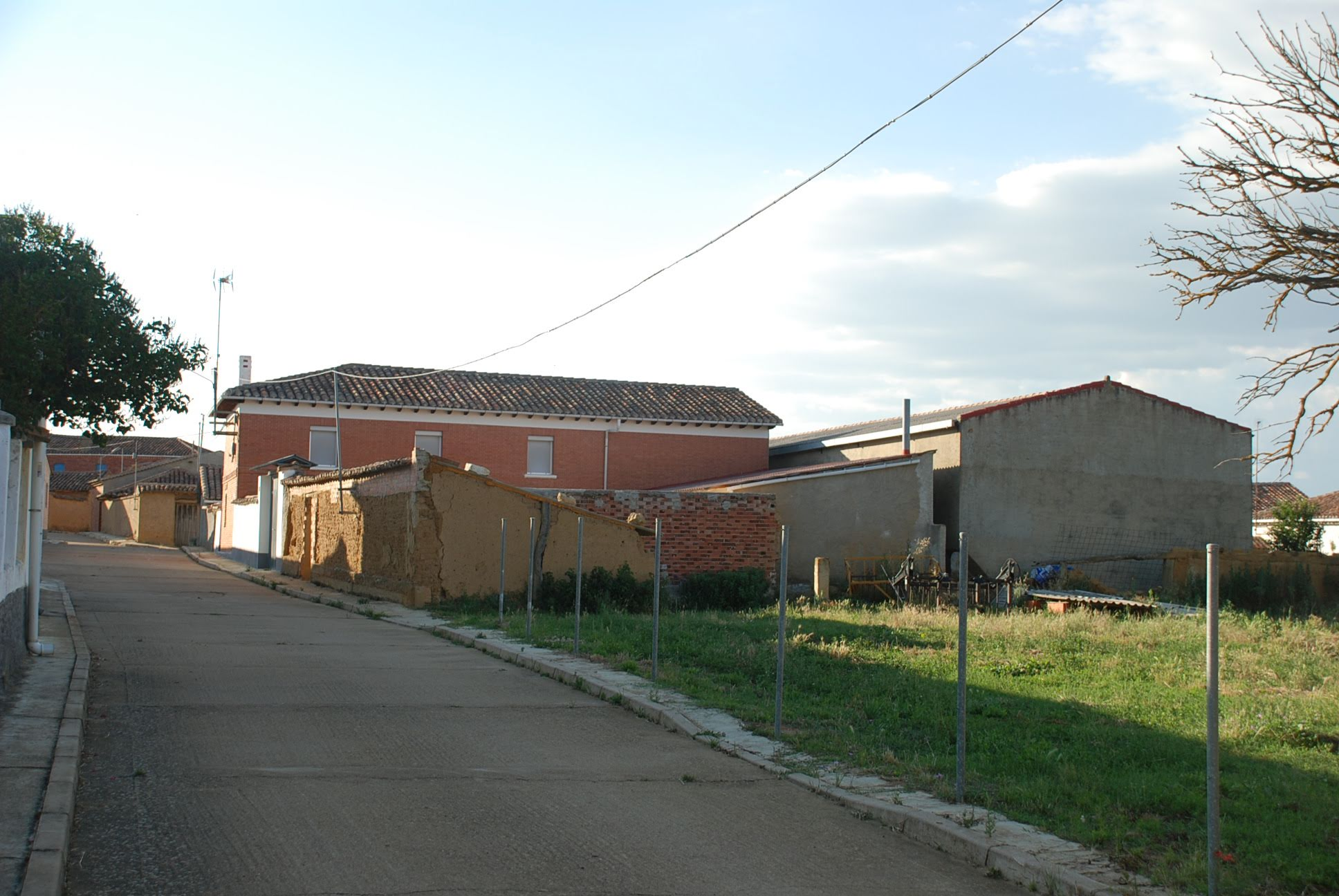
Vista de la calle Mayor. Eje longitudinal del pueblo y que constituye parte del Camino Real de la Valdavia a su paso por Villamelendro.

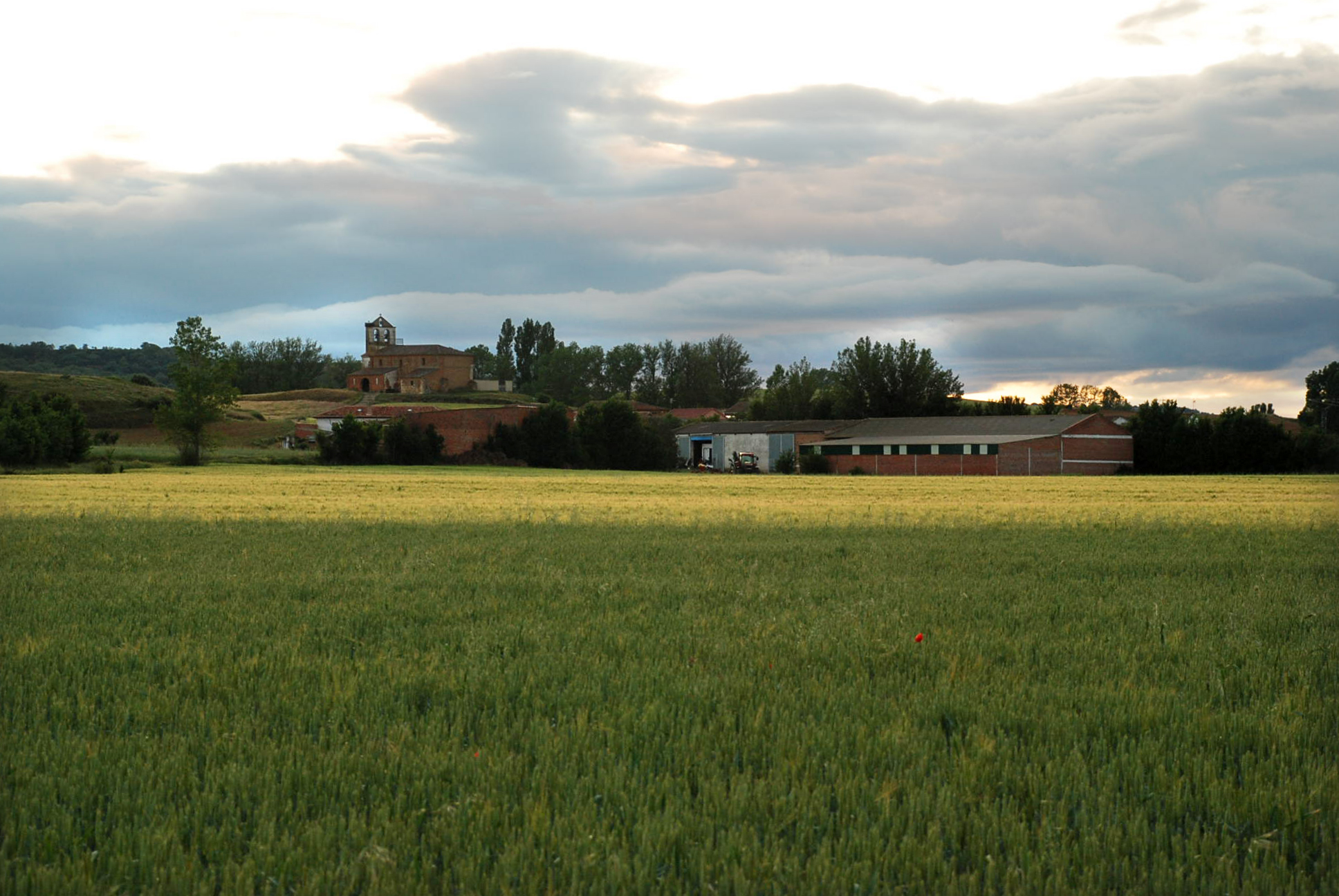
Vista del pueblo desde la Vega.

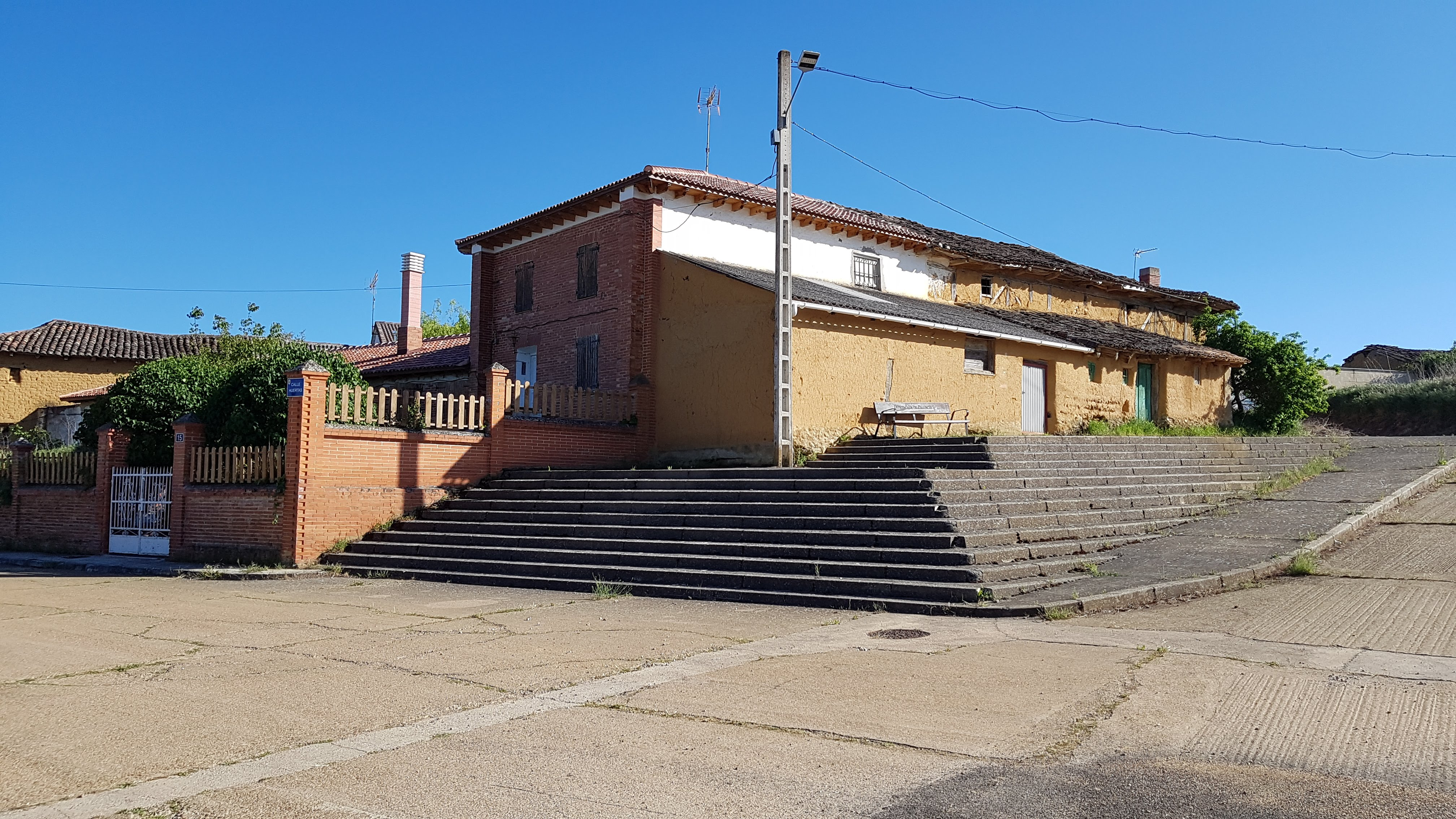
Entrada del pueblo

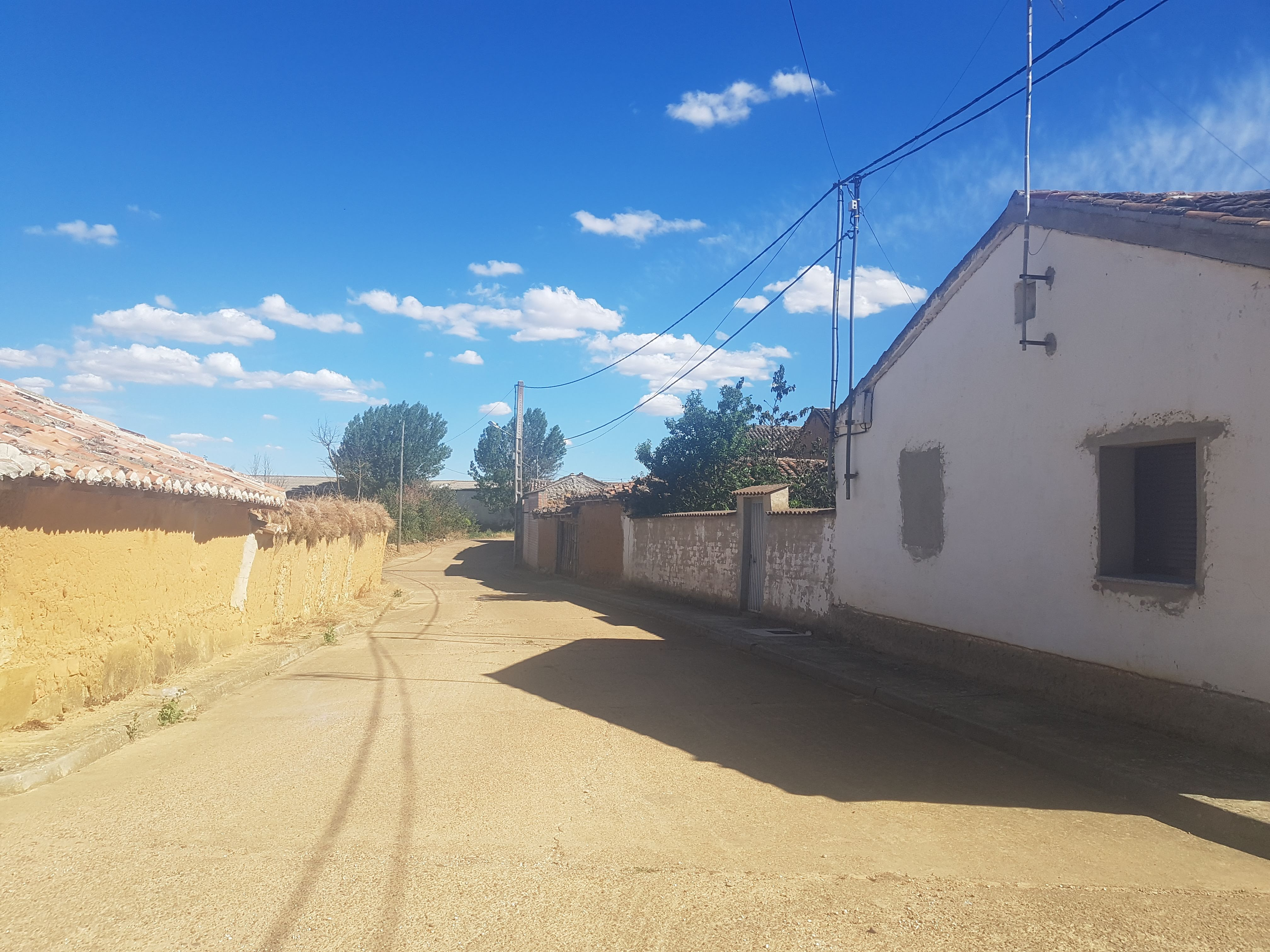
Vista de la calle Huertas

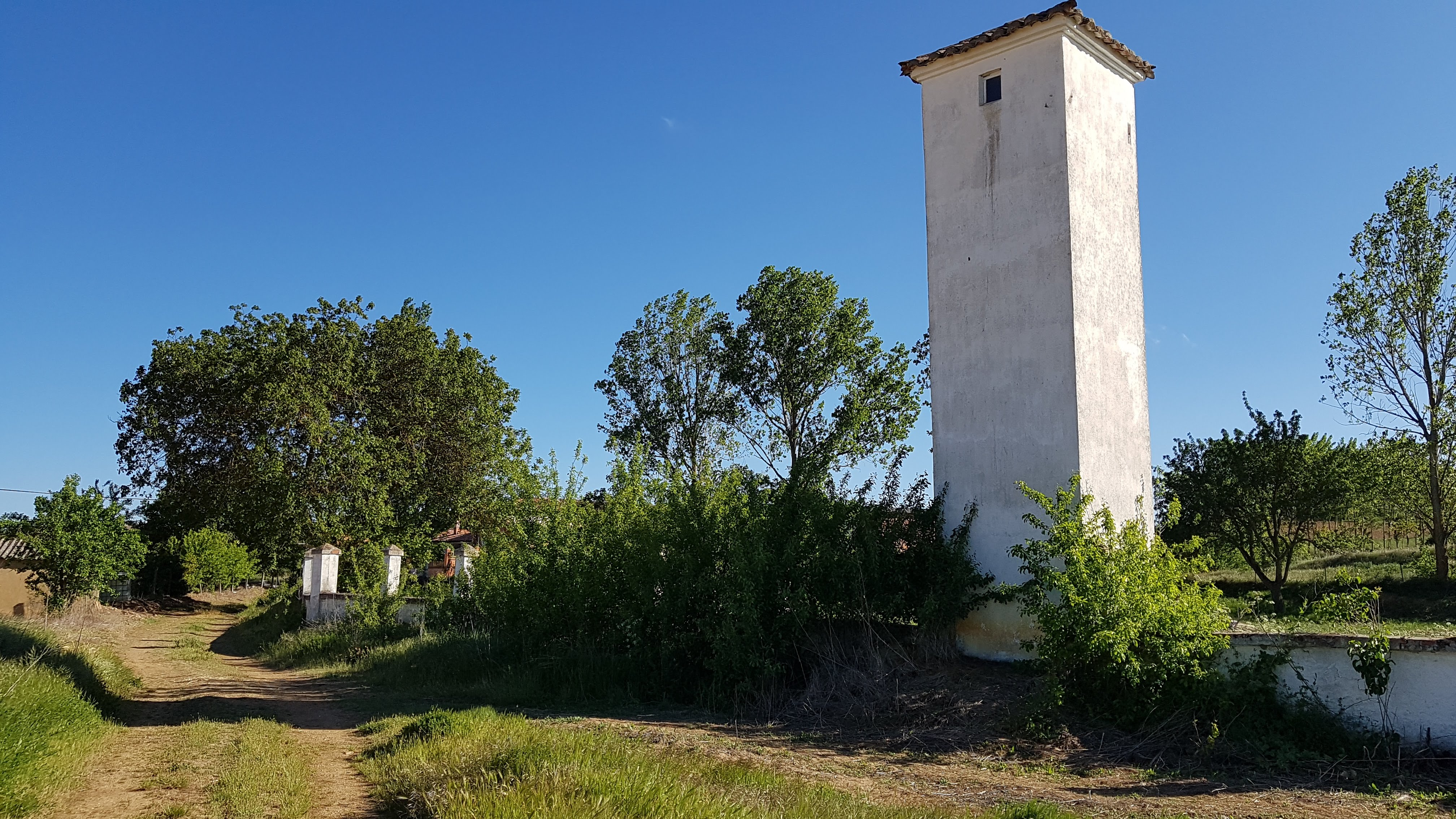
Camino de Vacas. Antigua salida del pueblo hasta el año 1948 en que se trazó el actual camino vecinal. Este camino desembocaba en un pontón de madera ya desaparecido, que cruzaba el río Valdavia.

Villamelendro es una localidad de la provincia de Palencia (Castilla y León, España) que pertenece al municipio de Villasila de Valdavia. 
Situada a los pies de la ruta Jacobea que unía San Vicente de la Barquera con Carrión de los Condes a través del Camino Real de la Valdavia, y en la mitad del recorrido de la 3.ª etapa de la Palencia Road Bike Challenge. Su término se ubica en el espacio de transición que discurre entre la Montaña Palentina y la Tierra de Campos, en el lado superior del triángulo formado por Saldaña, Carrión de los Condes y Herrera de Pisuerga, en la provincia española de Palencia (Castilla y León). Se encuentra en el margen derecho del río Valdavia, unido por la carretera   PP-2454  llamada camino vecinal (de 0,8 kilómetros) al kilómetro 21,2 de la carretera provincial  P-236 .

## Datos físicos
- Distancia a Palencia: 75.6 km
- Distancia a Burgos: 88.1 km
- Distancia a Valladolid: 122.0 km)
- Distancia a León: 131.3 km
- Distancia a Santander: 155.6 km

Atravesado por el río Valdavia de norte a sur, Villamelendro se encuentra en su margen derecha.

### Límites de la localidad
| Noroeste: Villabasta de Valdavia                  | Norte: Villaeles           | Noreste: Villaeles Collazos de Boedo |
| Oeste: Vega de Doña Olimpa                        |                            | Este: San Martín del Monte           |
| Suroeste: Villota del Duque Villasila de Valdavia | Sur: Villasila de Valdavia | Sureste: Villasila de Valdavia       |

## Evolución urbanística

### Ubicación
El momento de la fundación del actual casco urbano de Villamelendro, en torno al siglo IX, vino precedido por tres circunstancias que determinaron su emplazamiento: 
- De un lado, los repobladores norteños altomedievales, se encontraron con las ruinas de una serie de edificios de origen romano en las inmediaciones del alto donde actualmente se erige la Iglesia de Nuestra Señora.
- Por otro, cruzando el arroyo de Matafrades, en la ladera sur del alto de la Horca brotaba una fuente de agua potable y permanente que garantizaba la provisión de cualquier asentamiento.
- Y por último, ambas ruinas y fuente, se hallaban en la confluencia de un cruce de caminos.

Desde el Oeste, proveniente del Morcorio llegaba el camino viejo de Saldaña también conocido como camino arenoso, a través de Vega de Doña Olimpa. Este camino, cruzando el río Valdavia se proyectaría por el llamado camino de Vacas en dirección hacia Sotobañado. Este camino orienta de oeste a este, se cruzaría justo a la altura de la actual plaza Mayor con otro en dirección noroeste-sureste y que recorrería la comarca de la Valdavia paralelamente al río. El camino real de la Valdavia.
El camino real de la Valdavia discurre por Congosto, pasando por La Puebla, Buenavista, el despoblado de Santa María de Villaverde, Polvorosa, Renedo, Arenillas de San Pelayo, siempre por la margen izquierda hasta llegar a Villaeles. En Villaeles, el camino atraviesa el casco urbano en dirección al río, cruzándolo unos metros más arriba que el puente actual en dirección a Villabasta (donde existía una ermita bajo la advocación de la Virgen del Camino) para continuar en su margen derecha por las terrazas fluviales no inundables. Entra en Villamelendro por el camino de Villabasta, dejando atrás el casco urbano por el camino de las Arnillas en dirección hacia los Villanes de Villanuño y Bárcena de Campos. Allí entroncaría a la altura de la Esperina con el camino del Besaya hacia Carrión de los Condes. 
Este es el motivo por el que el establecimiento de edificios dota de forma alargada al pueblo, ya que las construcciones fueron articulándose a ambos lados de la calle Mayor, que es el nombre que toma el camino real de la Valdavia a su paso por Villamelendro.

### Fases constructivas
El pueblo presenta dos fases constructivas claramente diferenciadas. 
En función de la posición de la Iglesia, fuente del pueblo y zona donde presumiblemente estuvo el vicus romano, podemos deducir una primera fase en la que la parte más antigua del casco urbano sería la que está en el extremo más al Norte. En concreto el conjunto de casas que van desde la cuesta donde llega el camino de Villabasta hasta la calle Sol. Esto hace que sea el cruce de la calle Mayor con  la calle Cantarranas la zona sobre la que se vertebró el poblamiento original de la aldea de repoblación proyectándose paulatinamente hacia el río en dirección a la calle de las Huertas que cerraría el conjunto por el Este. 
Por otro lado una segunda fase, donde se van erigiendo el resto de casas que se encuentran al sur de la calle Sol, la cual aunque ahora esté en el centro del pueblo, toma su nombre en un momento en el que era el extremo Sur del mismo, siendo la primera calle del pueblo a la que le daba el sol cuando amanecía. Esta evolución fue fruto del crecimiento de la población y mejora de las condiciones productivas que se dan en la zona a partir de los siglo XVI y XVII.

### Camino vecinal
El camino real de la Valdavia, junto con el camino viejo de Saldaña, constituirían los principales ejes de comunicación por el que llegarían mercancías y viajeros al pueblo, siendo el camino real de la Valdavia la arteria principal del valle. Tal y como detalla en 1866 el Itinerario Descriptivo militar de España, este camino conservaba su trazado medieval por la margen derecha desde Arenillas de San Pelayo hasta Villabasta, donde entroncaría con la actual carretera de la Valdavia. Así pues el camino principal de la Valdavia seguiría atravesando longitudinalmente Villamelendro en el siglo XIX. 
Con todo, en este documento también se especifica como existía un puente sobre el río Valdavia construido con madera y céspedes de unos 30 metros al norte del puente actual, sujeto a las crecidas y que además no estaba en muy buenas condiciones. No es hasta el año 1948 cuando se construye este y se asfalta el camino vecinal que entronca con la carretera de la Valdavia en la margen izquierda a la altura de Villamelendro, siendo desde finales del siglo XIX el principal eje de comunicaciones hasta la actualidad.

## Hijos ilustres
- Diego de la Serna (1639-1706): fue un jurista español miembro del Consejo de Castilla y Caballero de la Orden de Calatrava. El cual si bien nació en Olivares de Duero, (Valladolid), tiene sus raíces paternas en Villamelendro, ya que fue hijo de Lucas de la Serna (médico e hidalgo, natural de Villamelendro) y de María de Segovia (natural de Cornoncillo) y nieto, por línea paterna, de Andrés de la Serna, hidalgo también natural de Villamelendro y de Marina de Valderrábano (natural de Arenillas de San Pelayo). Su sobrino-nieto fue Andrés Lorenzo García de Samaniego, I Marqués de la Granja.

- José de la Serna Cantoral (?-1715): fue un jurista español Catedrático de la Universidad de Salamanca y Caballero de la Orden de Calatrava. Nacido en Roa de Duero, fue hermano de Diego de la Serna y como él, su origen paterno radica en Villamelendro.

- Lucas Espinosa (1895-1975): Padre Agustino y eminente Filólogo palentino nacido en Villabasta, pero que pasaba largas temporadas en Villamelendro. Especializado en las lenguas indígenas Kokama, Kokamilla y Omagua de la Amazonía Peruana.

- Matías Santos: doctor en Medicina por la Universidad de Alcalá en 1678, donde se conservan los asientos de sus cursos,[3][4][5] Quodlibet,[6] Alfonsina,[7] licenciatura[8] y doctorado.[9]

- Pablo Tejedor (n.1942): Misionero Agustino que ha venido desarrollando su actividad humanitaria y pastoral durante 59 años en Brasil. Pasó tres años años en la misión de Paraná, para posteriormente trabajar en un centro educacional en la periferia de Sao Paulo con 800 niños de 3 a 5 años.[10]

## Patrimonio
- Iglesia de Nuestra Señora de la Asunción: Obra de ladrillo, mampostería y cantería, con torre moderna de espadaña a los pies, la cual sustituyó a la antigua torre de mampostería y ladrillo, con tejado a cuatro aguas y dos troneras, que a mediados del siglo XX amenazaba ruina. Portada de ladrillo de medio punto, precedida de pórtico empedrado y puerta de acceso con arco a sardinel, en el lado de la Epístola. El interior consta de una sola nave, separada por arcos de sillares en tres cuerpos cubiertos de bóveda en arista y coro alto de madera a los pies. En el lado del presbiterio se encuentra el retablo mayor de la primera mitad del XVII con pinturas en el banco de la Anunciación y Adoración de los Pastores, flanqueadas por cuatro pequeños paneles representando a los padres de la Iglesia, de izquierda a derecha: San Agustín de Hipona, San Gregorio Magno, San Ambrosio de Milán y San Jerónimo de Estridón sobre los que se sustentan cuatro columnas corintias a modo de alegoría con respecto a los pilares de la Iglesia. El retablo se articula en torno a una Hornacina central con la imagen de la Asunción presidiendo y en las calles laterales cuatro paneles con pinturas del martirio de Santa Julita y San Quirico, y en el ático Crucifijo. Tabernáculo con relieve de la Resurrección en la puerta. La obra actual data en su mayoría del siglo XVI, y presentó problemas desde épocas tempranas. Fue preciso reforzar el edificio con contrafuertes de época de manera que reforzasen las presiones que las bóvedas de arista proyectaban hacia afuera. Lo cierto es que el 9 de abril de 1782, figura la reedificación de la iglesia de Villamelendro por parte del arquitecto Ventura Rodríguez.[11] En la zona del ábside se refuerza con unos contrafuertes muy gruesos pero bajos, ya que en esta zona la iglesia tiende a abrirse también. En la zona del cementerio, la base de dichos contrafuertes están erosionadas por la humedad y los enterramientos dejando sin protección al edificio. Es por ello que a mediados del siglo XX se refuerza el arco del presbiterio con un doble tensor que le dota de estabilidad. El Segundo arco de la nave sin embargo, está cada vez cediendo más hacia dentro, peligrando la integridad de la segunda bóveda. Este es el motivo por el que este edificio está incluido en la Lista Roja de Patrimonio[12] de la Asociación para el cuidado y promoción del Patrimonio Hispania Nostra desde noviembre de 2019.

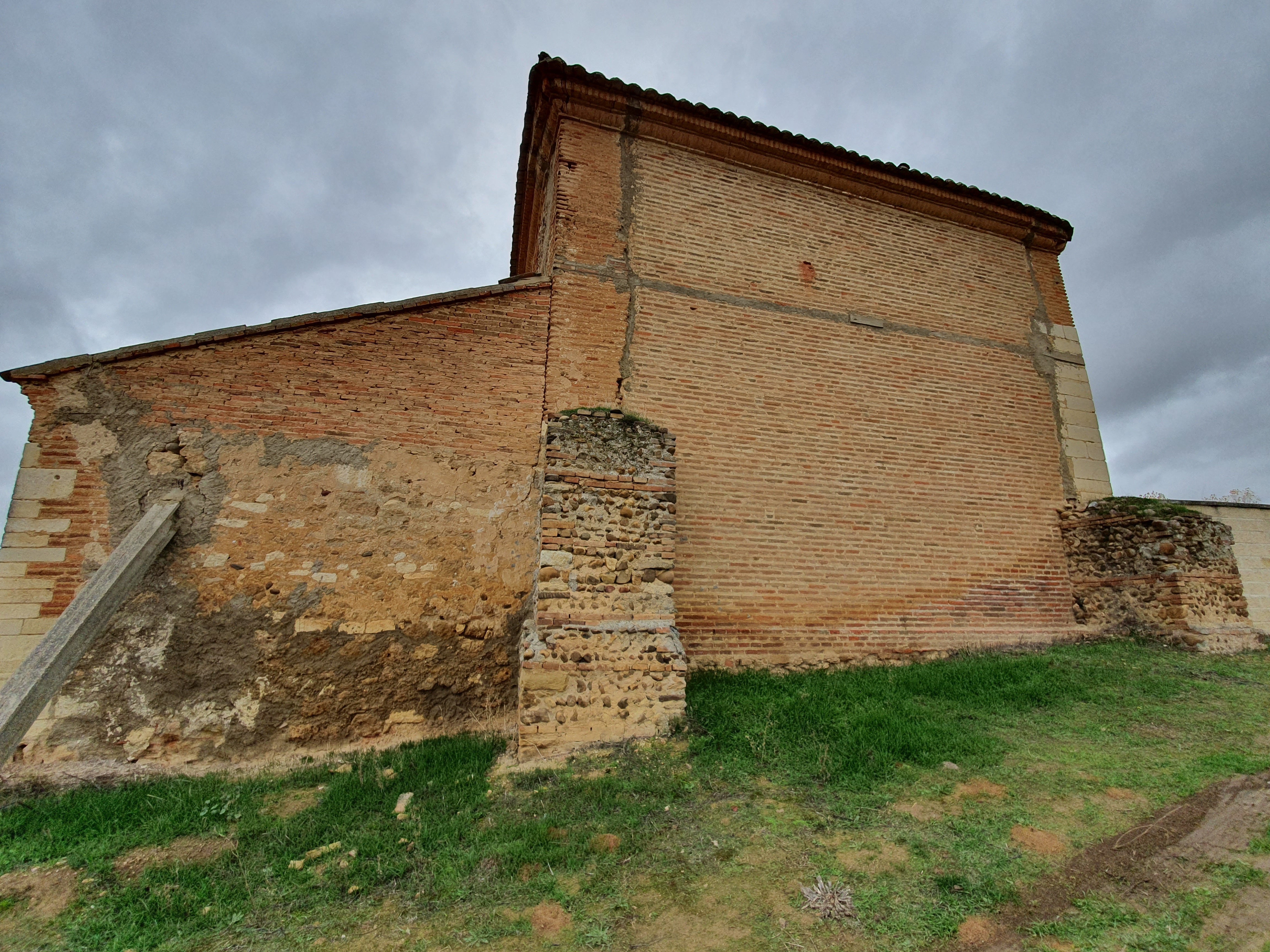
Vista del ábside.
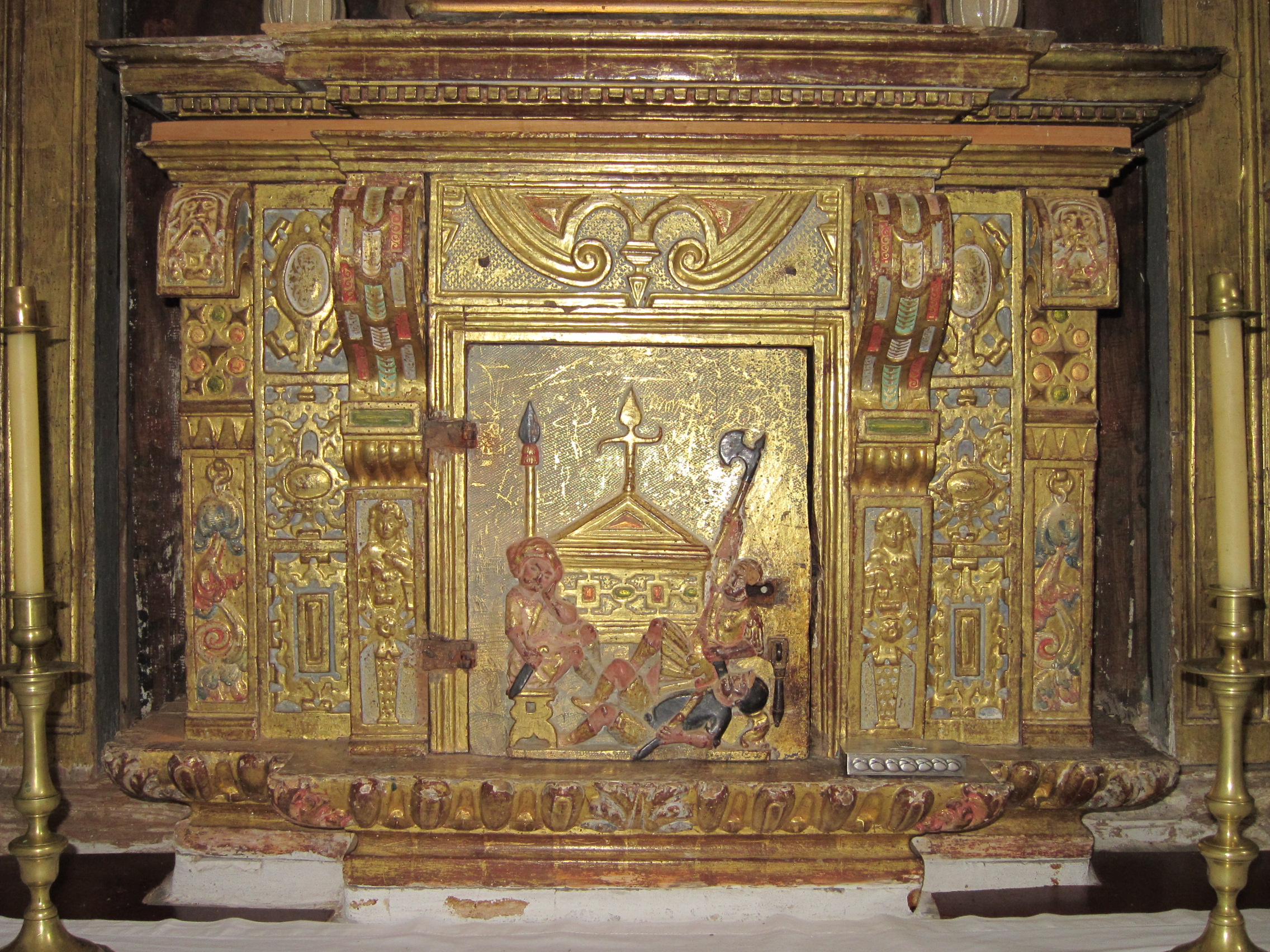
Tabernáculo con relieve de la Resurrección.
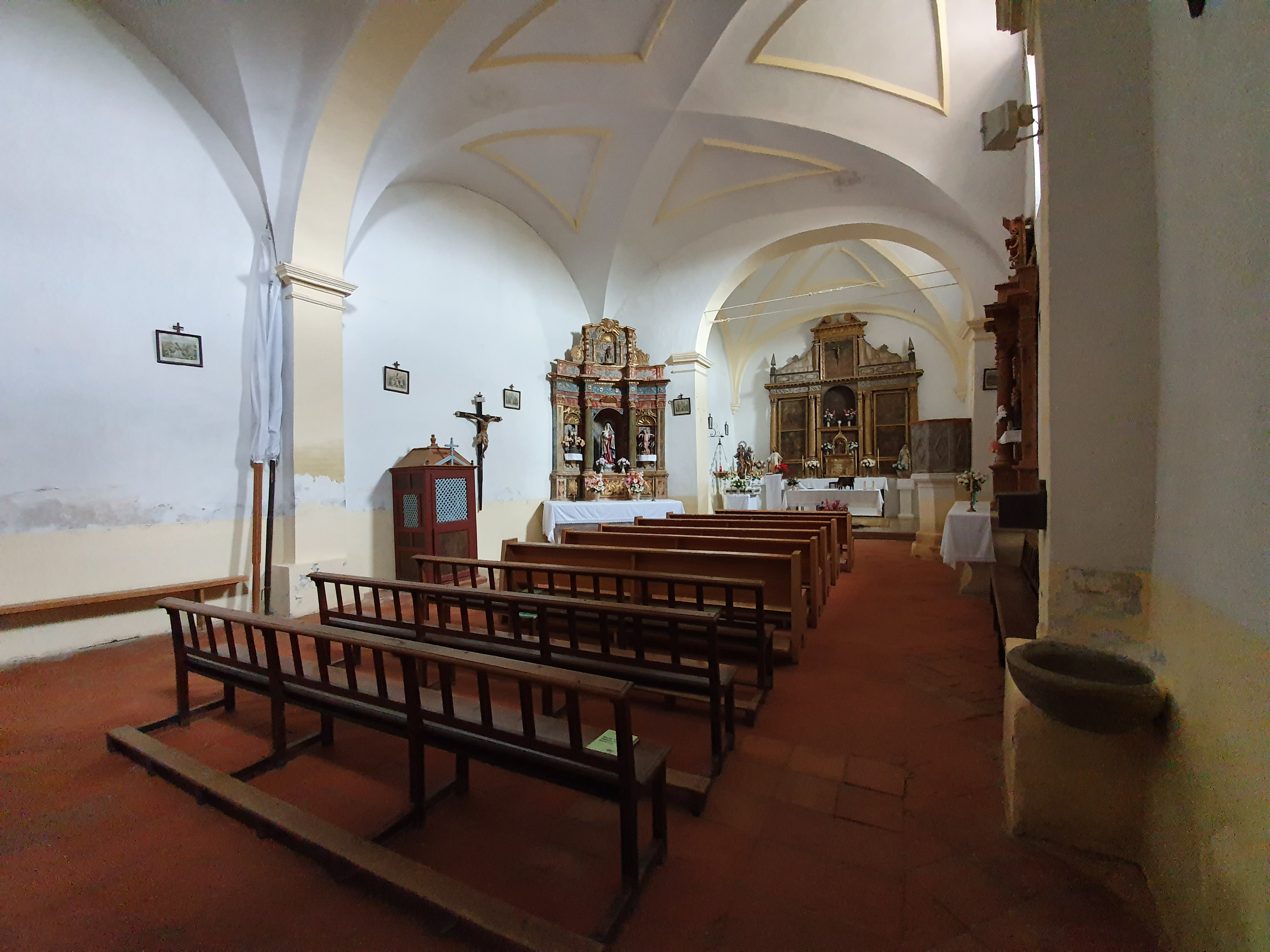
Interior del templo.
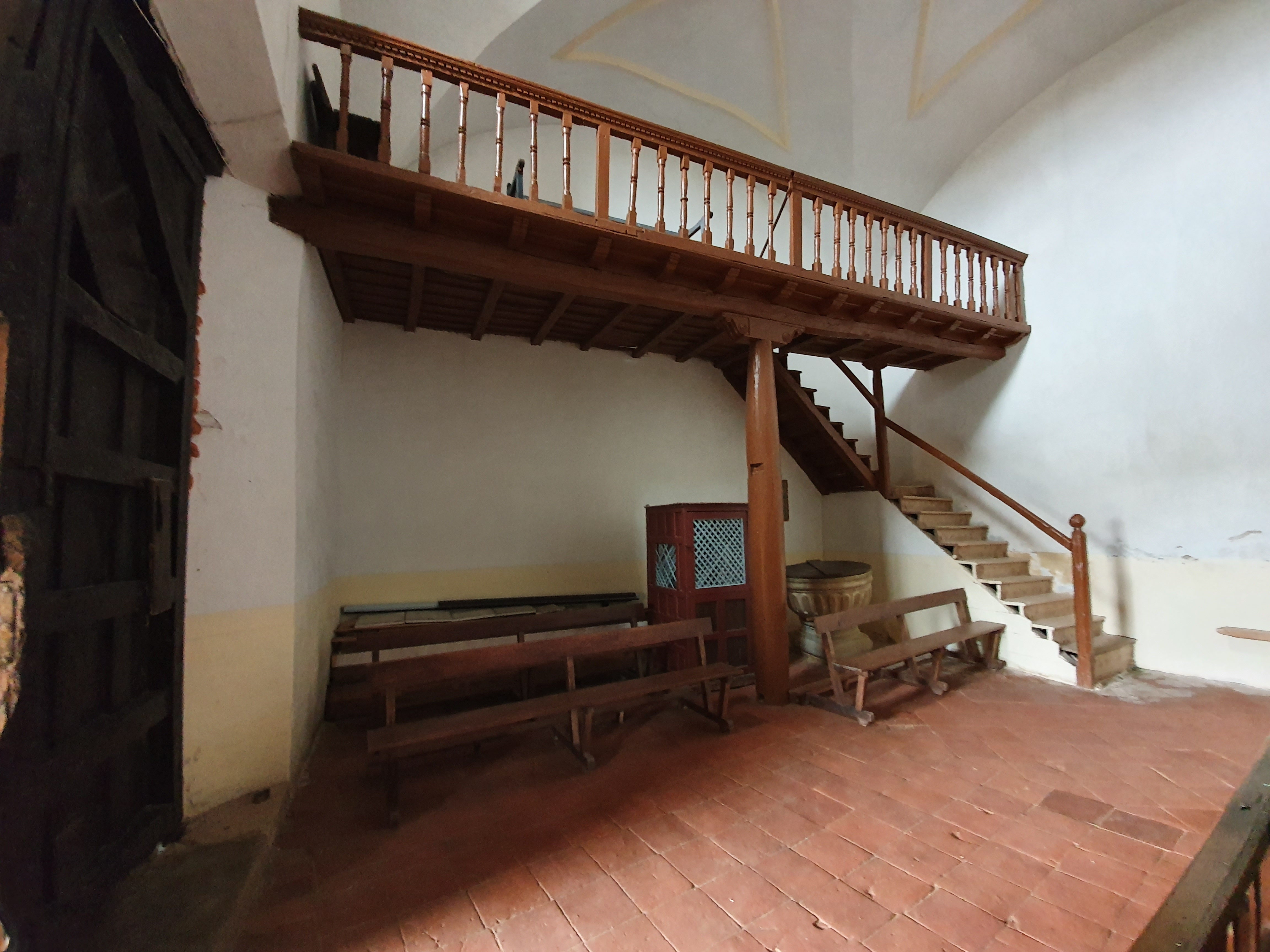
Vista del coro alto.
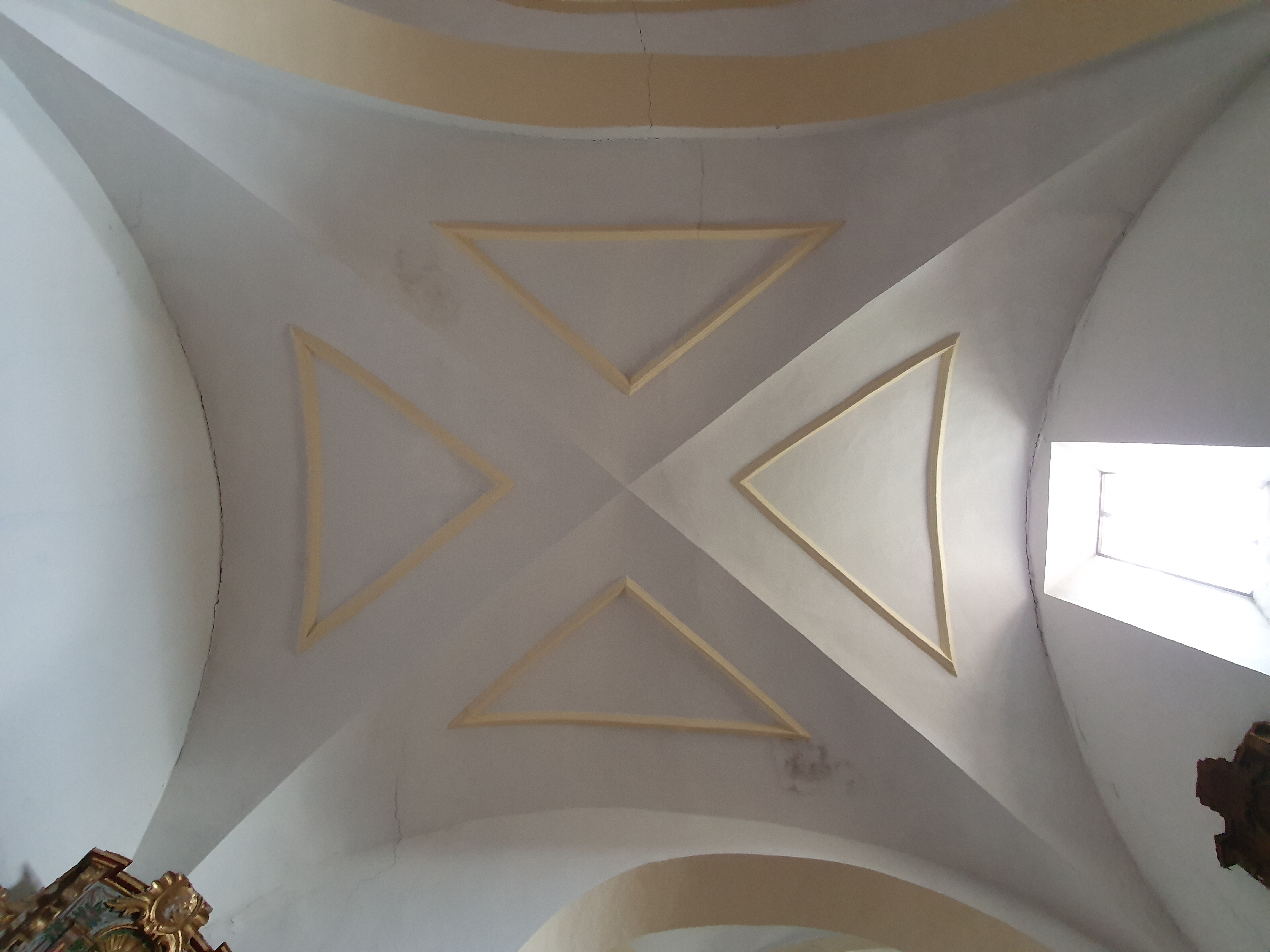
Bóveda de aristas.
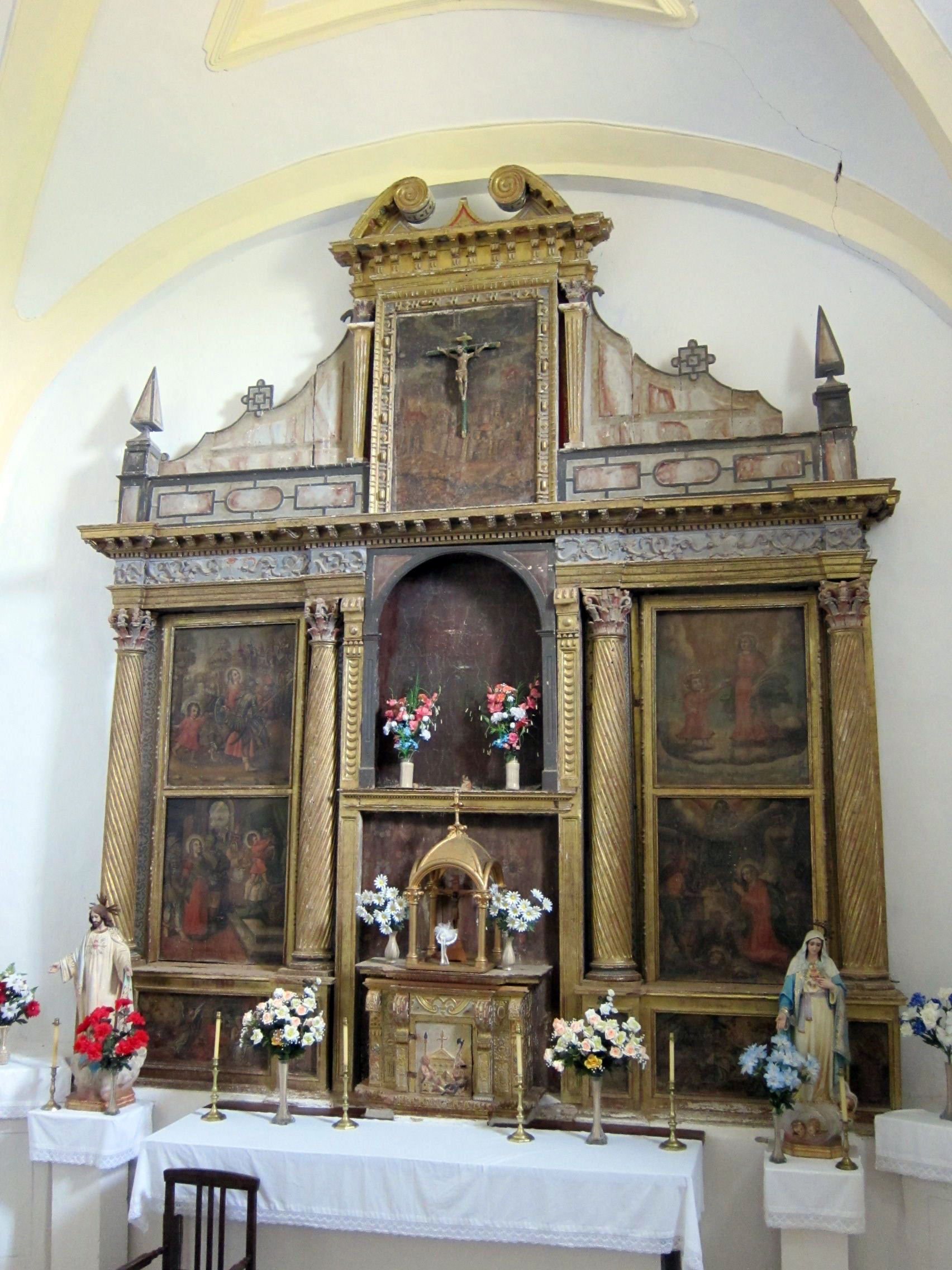
Altar mayor.
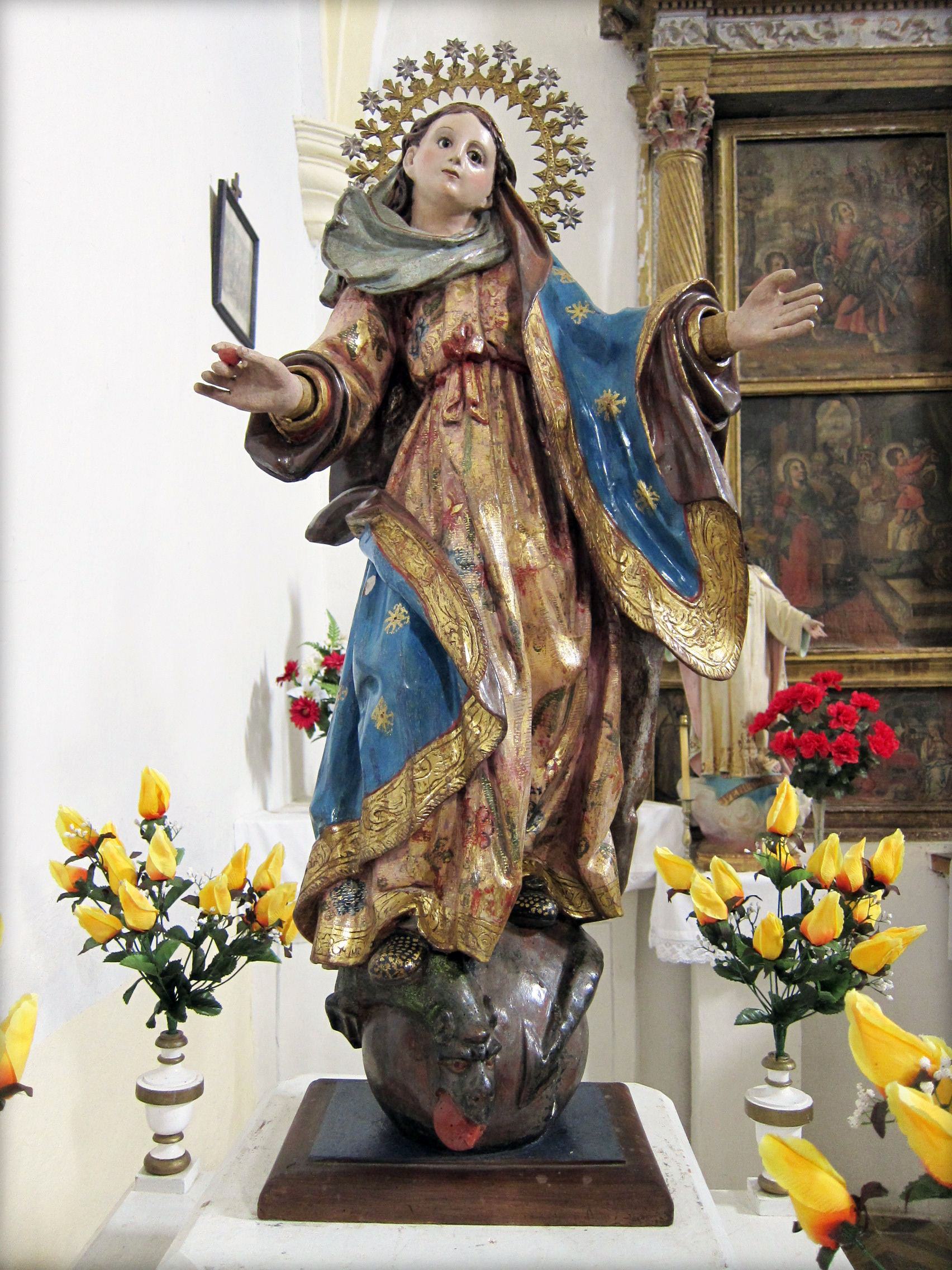
Imagen de Nuestra Señora.
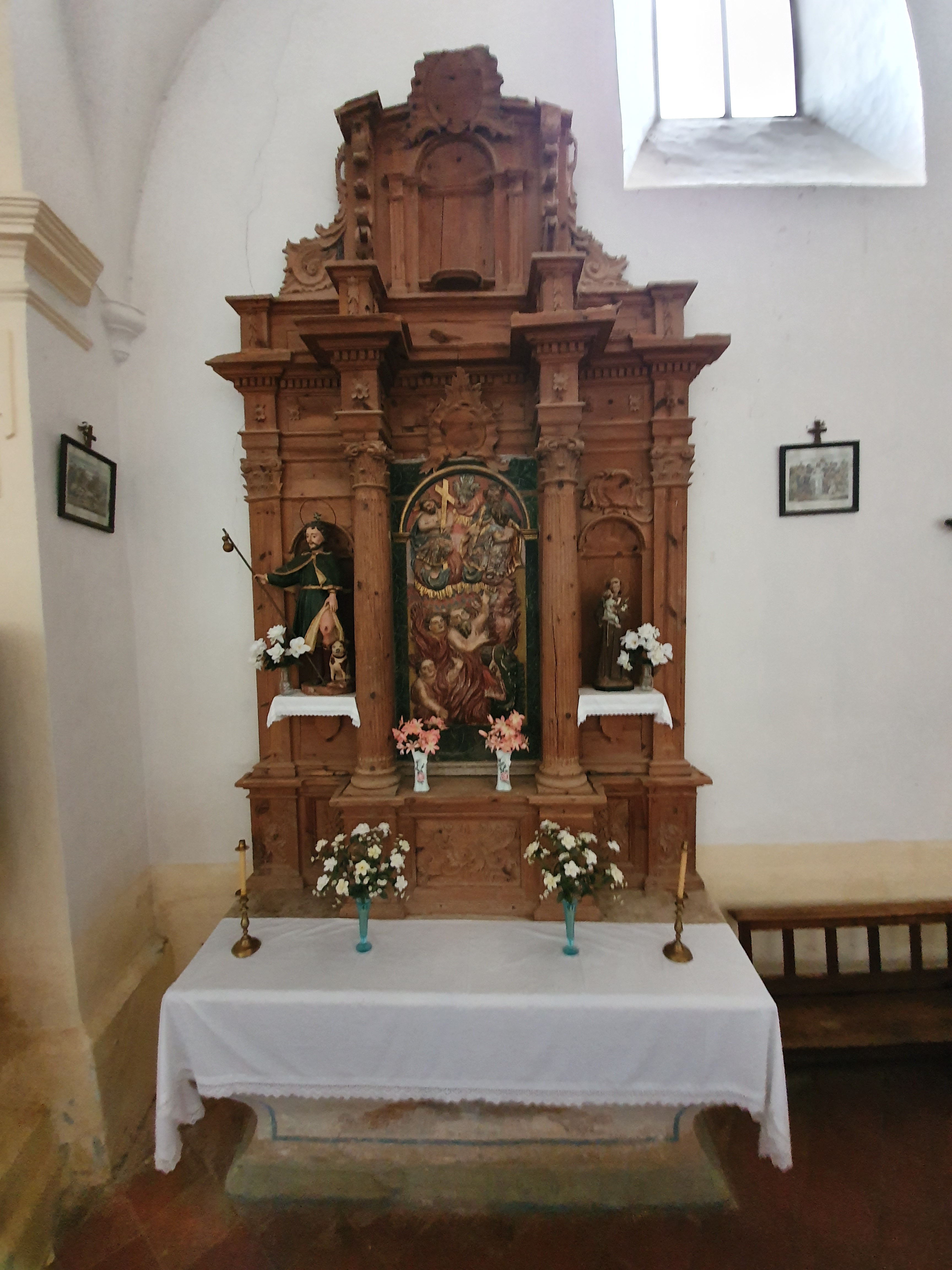
Altar de las Ánimas.

## Historia

### Edad Media

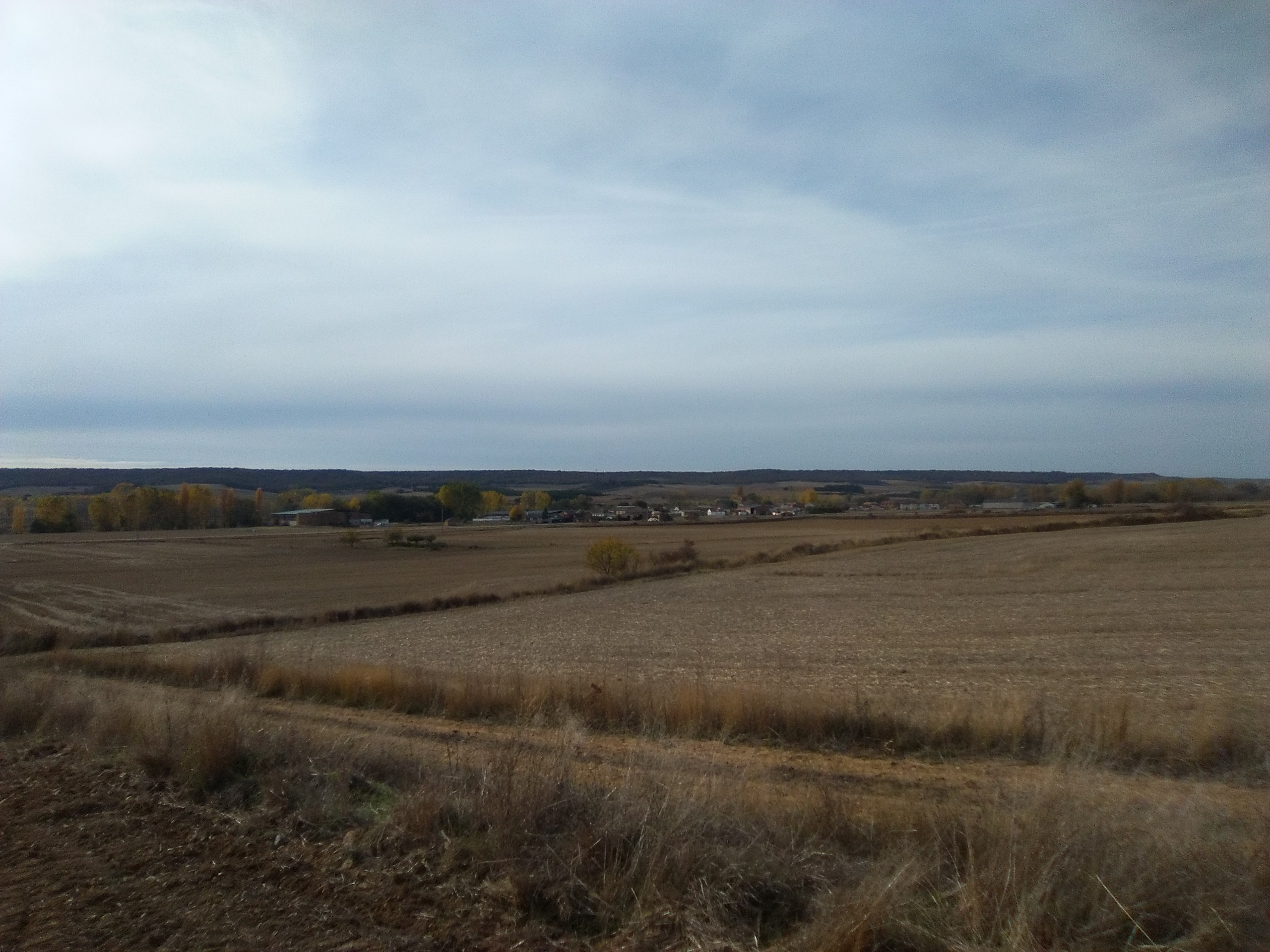
Vista de Villasila desde el lugar del despoblado de Cardeñosa.

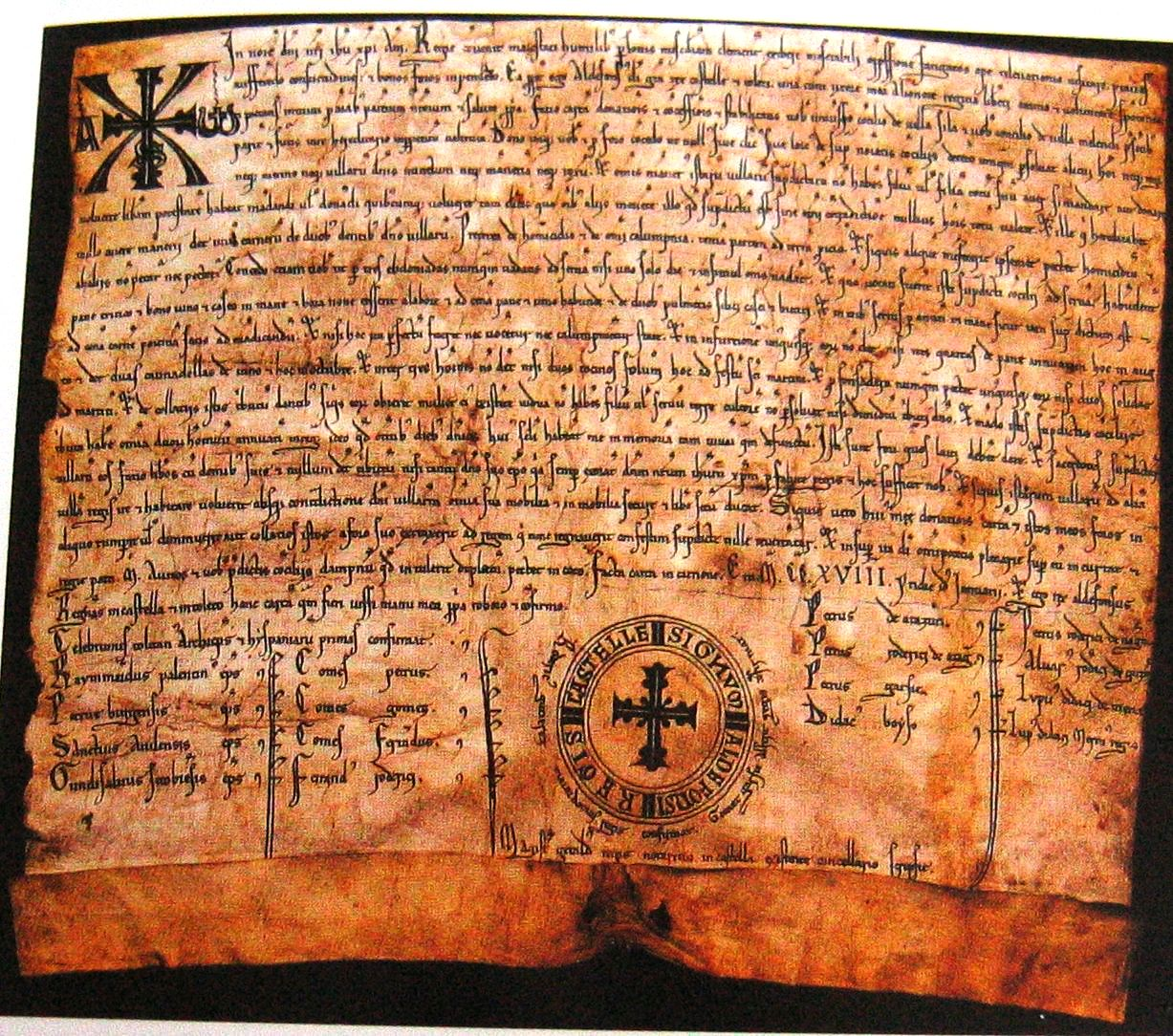
Fuero otorgado por Alfonso VIII a Villasila y Villamelendro.

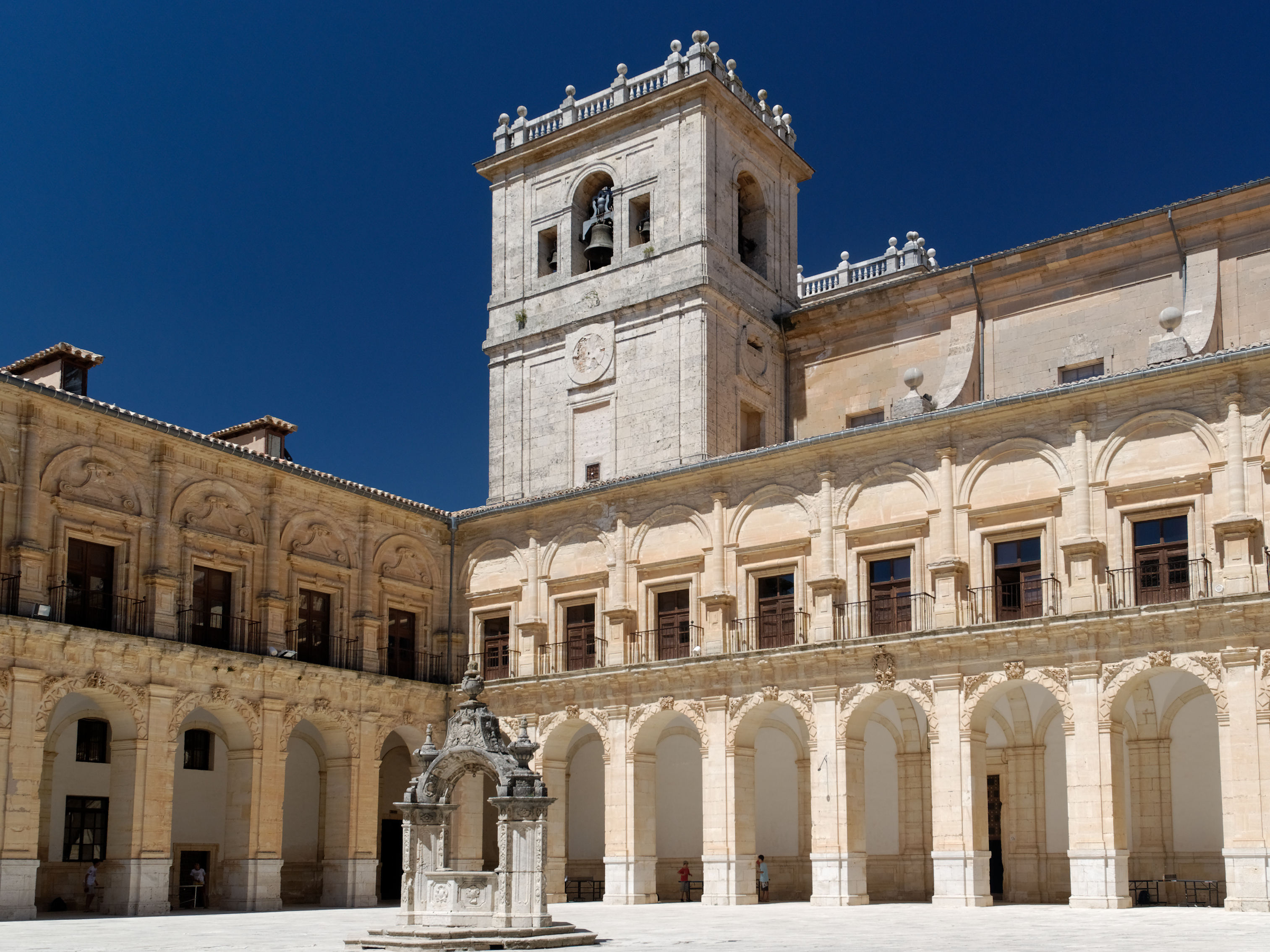
Monasterio de Uclés. Sede de la Orden de Santiago y lugar donde se conserva el original del Fuero de Villasila y Villamelendro.

La primera mención escrita conocida de esta villa bajo el nombre de Uilla Melendi, junto con otros pueblos vecinos, tiene lugar en 1175 dentro de un volumen manuscrito perteneciente al Monasterio de Santa María de Retuerta, donde firma Domingo Iohannes, acaso el párroco de la localidad, como testigo de una donación de Fortun Monoz de sus heredades en Cardeñosa, despoblado próximo a Villasila, en beneficio del monasterio de Arenillas de San Pelayo, donde pudo haberse redactado el mismo y que era filial de Retuerta.
El 12 de enero de 1180, el rey Alfonso VIII concede fuero tanto a Villamelendro como a Villasila en Carrión de los Condes, tras la petición efectuada por los clérigos de ambas villas.
El 19 de diciembre de 1186, tan solo seis años después del privilegio otorgado por Alfonso VIII, el régimen de ambas villas es cambiado, pasando de realengo a behetría ya que figura Pedro Rodríguez de Castro en un diploma de Alfonso VIII firmado en Arévalo, como señor de Villasila y Villamelendro. Este ricohombre castellano fue hijo de Rodrigo Fernández de Castro "el Calvo" y estuvo casado con Urraca Rodríguez de Guzmán, con la que no tuvo descendencia. 
En 1189, Pedro Rodríguez de Castro, junto con su esposa, da por sus almas a la Orden de Santiago la villa de Villamelendro junto con Villasila. El comendador de Uclés, Pero Franco, se las concede a los donantes en prestimonio vitalicio con la condición de que después de su muerte queden en encomienda del comendador de Uclés.

#### De régimen de señorío a abadengo

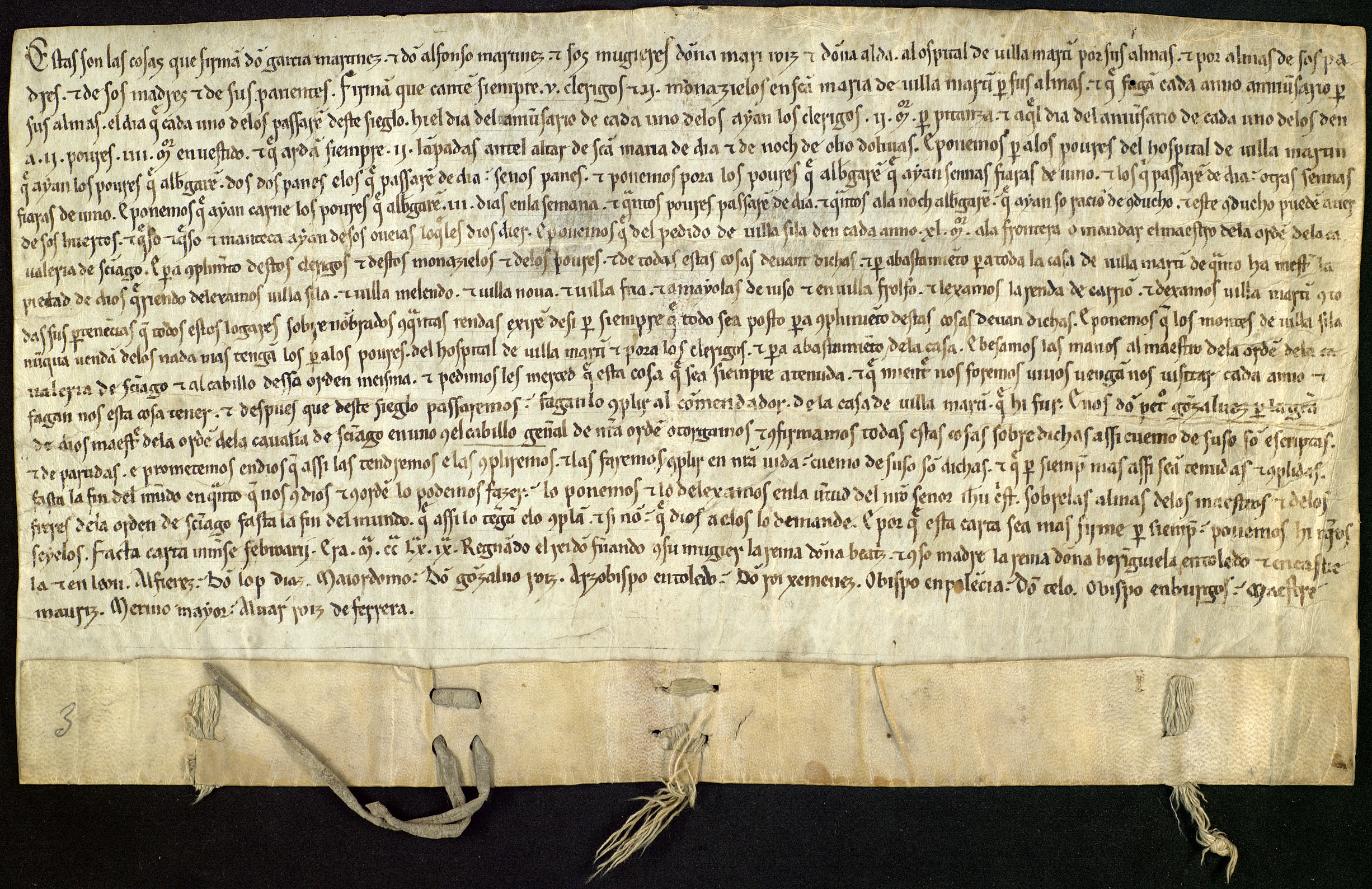
Aniversario fundado por los hermanos Martínez y sus esposas, entregando como compensación sus propiedades en Villasila, Villamelendro, Villanueva, Villafría, Amayuelas de Abajo y Villafolfo

Tras la muerte de los señores, y tal como estos dejaron dictado en su acuerdo con los de Uclés, Alfonso VIII ejecuta el mismo. El 18 de octubre de 1194 en Alarcos, lleva a cabo la donación definitiva a la Orden de Santiago del Alcázar de Alarcón, la mitad de los portazgos de Alarcón y Alconchel, la aldea de las Gascas, Villasila, Villamelendro y otras heredades. Dicha donación se reitera un mes más tarde, el 24 de noviembre en Toledo, donde Alfonso VIII da además a la Orden, la mitad del portazgo de Alarcón y de Valera de Roa, las villas de Villasila y Villamelendro pero en este caso, a cambio del castillo de Alarcón, la quinta parte de las rentas de esta villa y la aldea de Las Gascas, convirtiendo ambas aldeas en villas de abadengo.
A partir de este momento el devenir de ambas villas queda marcado por la actividad de los Hospitales de Las Tiendas y Villamartín (fundado este último por Tello Pérez de Meneses al igual que el de San Nicolás del Real Camino), produciéndose varias anotaciones relacionadas con aportaciones destinadas al mantenimiento de estos lugares, o incluso en topónimos de Villamelendro como Matafrades o el (bosque de los frates o hermanos), el pago de Las Monjas en Villasila, el cual puede aludir a las monjas santiaguistas de Santa Eufemia, o el Páramo de Las Tiendas. Incluso llegando a los confines con Villaeles donde encontramos el Monte de Matalabad, o la Mata de Nuestra Señora.
La primera de estas anotaciones de las que se tiene noticia, tiene lugar el 8 de julio de 1212, dentro de la documentación del monasterio santiaguista femenino de Santa Eufemia de Cozuelos, donde aparecen los yernos de don Gil de Villamorco, como vendedores de unas tierras sitas en Fuente Juan Vellídez a Díaz Roiz, comendador de Campos y de Villasila (y por ende de Villamelendro) para la Orden de Santiago.
En 1231, D. Alfonso Martínez y Don García Martínez, junto con sus esposas Doña Mari Roiz y Doña Alda, fundan en el Hospital de Villamartín un aniversario por su alma, la de sus padres y parientes entregando como compensación sus propiedades en Villasila, Villamelendro, Villanueva de Arriba, Villafría de la Peña, Amayuelas de Abajo y Villafolfo.
El 8 de marzo de 1255, el rey Alfonso X de Castilla ratifica en Aguilar de Campoo, el privilegio otorgado 75 años antes, por su bisabuelo el rey Alfonso VIII.
En 1287, Villamelendro y Villasila se encuentran en plena ruta trashumante, así la Mesta, certifica las vías agropecuarias de las que esta asociación ganadera hacía uso en ambas villas, en concreto de la cañada real montañesa llamada Cerverana, del camino o vereda real de Carboneros y de la colada llamada la Cañada, y que se ratafica en Villasila el 30 de mayo de 1892.
El 19 de octubre de 1328, Villamelendro aparece de nuevo en la documentación del citado monasterio de Santa Eufemia de Cozuelos como parte de una donación anterior efectuada el 15 de junio de 1327 por parte del maestre de la Orden de Santiago Don Vasco Rodríguez de Coronado. Este dona a  María Gutiérrez, la comendadora de Santa Eufemia, la Encomienda de Villamartín, Villasirga, Villamelendro, el lugar de Santillán de la Vega y Legones (despoblado de la Merindad de Saldaña que pudiera corresponderse con Lerenes o Lerones, término de Renedo de la Vega) para el mantenimiento del mismo.
Entre 1350 y 1366, se describen ambos pueblos dentro del Becerro de las Behetrías de Castilla, mandado escribir por Pedro I de Castilla, donde se detalla lo siguiente:

«Villa Sila. Este logar es abbadengo e es del maestre de santhiago. Derechos del rey. Pagan monedas e la meitat de los servizios al rey quando los echa en su tierra Et la otra meitat de los servizios que los lieva el maestre Et que non dan yantar nin fonsadera nin lo pagaron nunca .Derechos de los señores. Da cada ome al dicho maestre por infurcion cada año por el solar en que mora vna fanega de trigo e tres cantaras de vino e vna puesta de tozino e xvj dineros e la muger viuda que da la meitat desta infurcion e dixieron quel dicho logar de villa sila e los de villa melendo que dan cada año de martiniega al dicho maestre ccccxviij mrs.
Villa Melendo. Este logar es de la orden de santhiago. Derechos del rey. Dan al rey monedas e serbizios quando los echa en su tierra e que nos pagan yantar ni fonsadera nin lo pagaron nunca. Derechos de los señores. Da cada ome que mora en el dicho logar cada año ala dicha orden vna fanega de trigo e tres cantaras de vino e vna pieza de carne que vala tres mrs e diez e seys dineros e dixieron queste dicho logar e villa sila que da cada año ala orden de martiniega ccccxviij mrs.»

#### Conflictos jurisdiccionales con Saldaña
El 26 de noviembre de  1494 se recoge en Madrid la comisión al corregidor de Carrión, a petición de Alonso de Esquivel y del vicario Francisco Martín, ambos visitadores de las encomiendas de los monasterios de la Orden de Santiago de Castilla La Vieja, sobre que haciendo la visita a Villasila y Villamelendro, lugares de la encomienda de las tiendas de Villamartín que es en Valdavia, se quejaron de la justicia y vecinos de Saldaña (que pertenecía al duque del Infantado), por haberles usurpado la jurisdicción civil y criminal, derrocando la horca puesta en término de Villasila por don García Ramírez, prior de San Marcos, y Fernando de Valderrábano, comendador de Villamayor, cuando fueron visitadores de la citada Orden. Dicha horca, simbolizaba el poder de ejercer justicia por parte del concejo en calidad de régimen de abadengo, sin depender de Saldaña y estuvo ubicada en el pago de dicho nombre, a la salida de Villamelendro hacia Villabasta al borde del Camino Real de la Valdavia. La justicia de Saldaña además de quitar la horca apresaron a varios vecinos que mostraron resistencia.
El 28 de febrero de 1495, se manda una comisión al corregidor de Sahagún, a petición de Bernardino Manrique, comendador de Ladreda, y Jerónimo de Cueto, procurador de los lugares de Villasila y Villamelendro sobre que los visitadores encontraron que la villa de Saldaña había usurpado la jurisdicción civil y criminal de los mismos y sobre los malos tratos que recibían sus vecinos. Y ese mismo día, esta vez a petición de los lugares de Villasila y Villamelendro se ordena a la villa de Saldaña que deje en libertad a los vecinos apresados restituyéndose el orden alterado.

### Edad Moderna

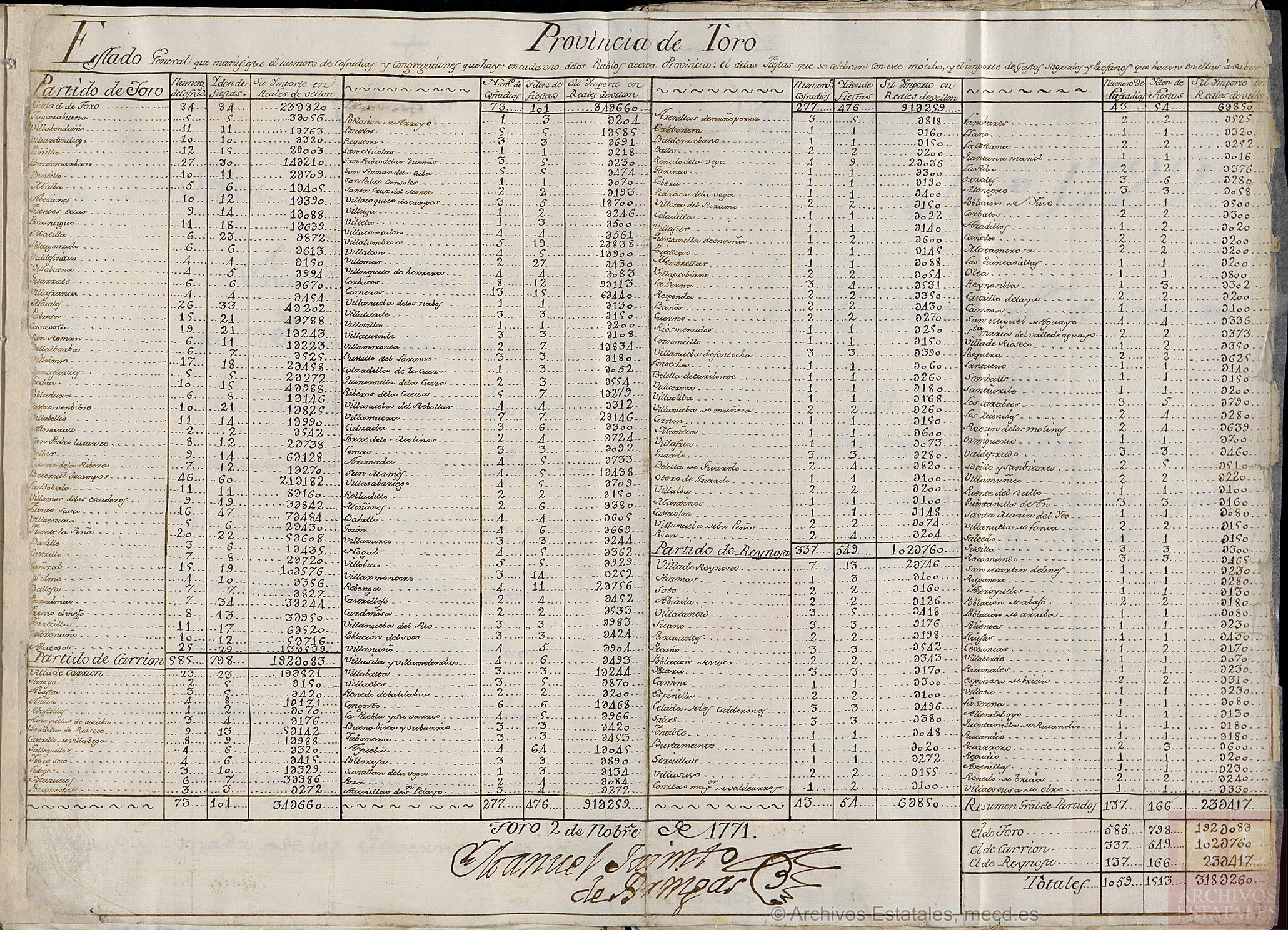
Expediente de remisión de Manuel Jacinto de Bringas, intendente de la provincia de Toro al conde de Aranda, del estado de las congregaciones, cofradías y hermandades que hay en los pueblos de dicha jurisdicción. Año expedición 1770 / 1771. En él figuran Villamelendro y Villasila con 4 Cofradías, 6 fiestas y 6493 reales de Vellón de presupuesto.

El 21 de febrero de 1527, durante el capítulo general de la Orden, que tuvo lugar en Valladolid, y el cual estuvo presidido por Carlos V, se inició el examen de los libros de las visitaciones realizadas en Castilla la Vieja por Lope Sánchez Becerra y Juan Alonso, sacerdote de Montemolín, los cuales detallan una serie de acuerdos con respecto a las posesiones de la Orden en esta provincia eclesiástica. Entre ellos figuran los relativos al Hospital de las Tiendas y de Villamartin, haciendo referencia a que se debe costear sendas cajas de medio marco de plata para el Santísimo Sacramento, con destino a Villasila y Villamelendro (una para cada parroquia), así como averiguar si siguen vigente los derechos que pudo tener la Orden sobre un pozo antiguo, tierras y casas.
Sorprende ver como en 1528, Villamelendro tenía 29 vecinos pecheros, es decir es decir de los vecinos obligados a atender los Servicios de Su Majestad, que eran impuestos aprobados por las Cortes de los que estaban exentos la Nobleza y la Iglesia, frente a los 22 de Villasila, tal y como refleja el censo de Pecheros de Carlos I. Esta circunstancia evidencia la importancia del Camino Real de la Valdavia, en detrimento de la actual carretera.
El 4 de junio de 1537, el propio Carlos V, como administrador perpetuo de la Orden de Santiago, mediante su consejero Antonio de Luján resuelve la petición de Antonio de Valderrábano a favor del administrador del hospital de las Tiendas y de Villasirga (anteriormente de Villamartin), mediante la cual solicita una carta en el que se ratifica el privilegio otorgado por Alfonso VIII primero, que fue confirmado por Alfonso X posteriormente. Esta carta es pedida porque el mencionado administrador la necesita como prueba ante cierto pleito civil y criminal que tuvo lugar en Villasila y Villamelendro y del cual desconocemos los detalles.
En el siglo XVI, Villamelendro pertenece a la diócesis de León, encuadrado dentro del Arcedianazgo de Saldaña que engloba entre otros al arciprestazgo de la Valdavia. Aparece con 30 vecinos y una pila bautismal. La unidad de vecino, es equiparable a la de familia con varios miembros. En ese mismo censo Villasila aparece con 15 vecinos, y Villaeles con 70. En esa misma el número de vasallos del valle de la Valdavia era de 610 almas.
El 2 de julio de 1589, se presenta la ejecutoria del pleito litigado por Hernando, Juan y Gómez de la Serna, todos ellos hermanos, y vecinos de Villamelendro y Villasila, con el fiscal del rey y el concejo y pecheros de dichas vecindades, sobre su hidalguía.
El 25 de febrero de 1595, se emite en Villaeles una fe notarial estableciendo la concordia entre le apoderado del marqués de Frómista y García Acero sobre un trueque de tierras que habían realizado en el término de Villanuño y Villamelendro que el marqués quería anular alegando que las tierras que cedió eran de mayorazgo.
El 18 de octubre de 1606, nace Lucas de la Serna en Villamelendro, el cual junto con sus hermanos, aparece en padrones de moneda forera de éste en 1632, 1668 y 1674. Lucas de la Serna tuvo como hijos a Diego de la Serna, comendador de Villafranca de la Orden de Calatrava y con una brillante carrera de derecho y juez de apelación de todos los estados del duque de Alba y a José de la Serna Cantoral, que resultó ser también un eminente jurista. A su vez fue el abuelo materno del erudito Juan Antonio García de Samaniego, vecino de Salamanca, que prueba su nobleza ante la Orden de Santiago para ser caballero de la misma en 1701. Su padre, Andrés de la Serna, también natural de Villamelendro, figura como Regidor por el Estado Noble durante muchos años, probando a su vez nobleza en 1632 y testando en 1616 a favor de sus cuatro hijos: Juan, el citado Lucas, Andrés y Alonso. 
El 25 de mayo de 1611, el rey Felipe III, otorga una carta de privilegio dada en virtud de otra carta de venta del mismo monarca previa, fechada el 8 de mayo de 1610 por la que vendió a D. Francisco Enríquez de Almansa, conde de Nieva, las alcabalas de los concejos y lugares de Villasila, Villamelendro, Villanuño, Villasur, Relea y otros pueblos de la merindad de Saldaña.
En 1631, en el censo de la Sal que mandó Felipe IV, aparecen Villasila y Villamelendro, con 80 vecinos, repartidos en 227 mayores de 10 años, y unos sorprendentes 88 menores de 10 años. Este dato indica, un aumento de la natalidad en ambos pueblos, debida a la mejora de la situación económica y productiva de la zona.
El 31 de julio de 1709, el rey Felipe V expide una real cédula en Madrid por la cual confirma a Fernando de Prado y Portocarrero Bravo y Acuña, primer Marqués de Prado, la venta que se le hizo de las alcabalas que en su día compró el conde de Nieva, declarándolas exceptuadas del decreto de incorporación a la Corona.
En 1740, se emite sentencia a colación de una querella interpuesta por el alcalde Villaeles quejándose de que diferentes sujetos habían construido un cauce y presa en terreno llamado el Canto abajo sito en término de Villaeles perturbando el cometido de la presa en cuanto a riego y pastos, que por acuerdo entre Villaeles, Villamelendro y Villasila, fue mandada construir en el término del Soto, y de donde procede el topónimo actual del cuérnago.
En 1771, Manuel Jacinto de Bringas, intendente de la provincia de Toro, crea un expediente de remisión para el conde de Aranda donde se detalla el estado de las congregaciones, cofradías y hermandades que hay en los pueblos de dicha jurisdicción. Figuran dentro de este informe, Villasila y Villamelendro, con 4 cofradías, 6 fiestas de guardar y 6493 reales de vellón provisionados para dichas celebraciones en calidad de gastos tanto sagrados como profanos.
En 1789, aparecen Villasila y Villamelendro como villas realengas con alcalde ordinario dentro de la provincia de Toro, partido judicial de Carrión y término del Valle de Valdavia. Esta información es la que utiliza Antonio Vegas en 1795 para describir ambas villas en su Diccionario Geográfico Universal.
También en 1795, Eugenio Larruga en su Tomo XXIV de Memorias Políticas Y Económicas Sobre Los Frutos, Comercio, Fábricas y Minas de España cita a Villamelendro dentro del recorrido de arroyos que aportan aguas al Valdavia, así como una descripción somera de ambas localidades, dejando constancia de que se trata de villa ralenga, con alcalde ordinario y que su población consta, junto a Villasila, de 60 vecinos.

### Edad Contemporánea

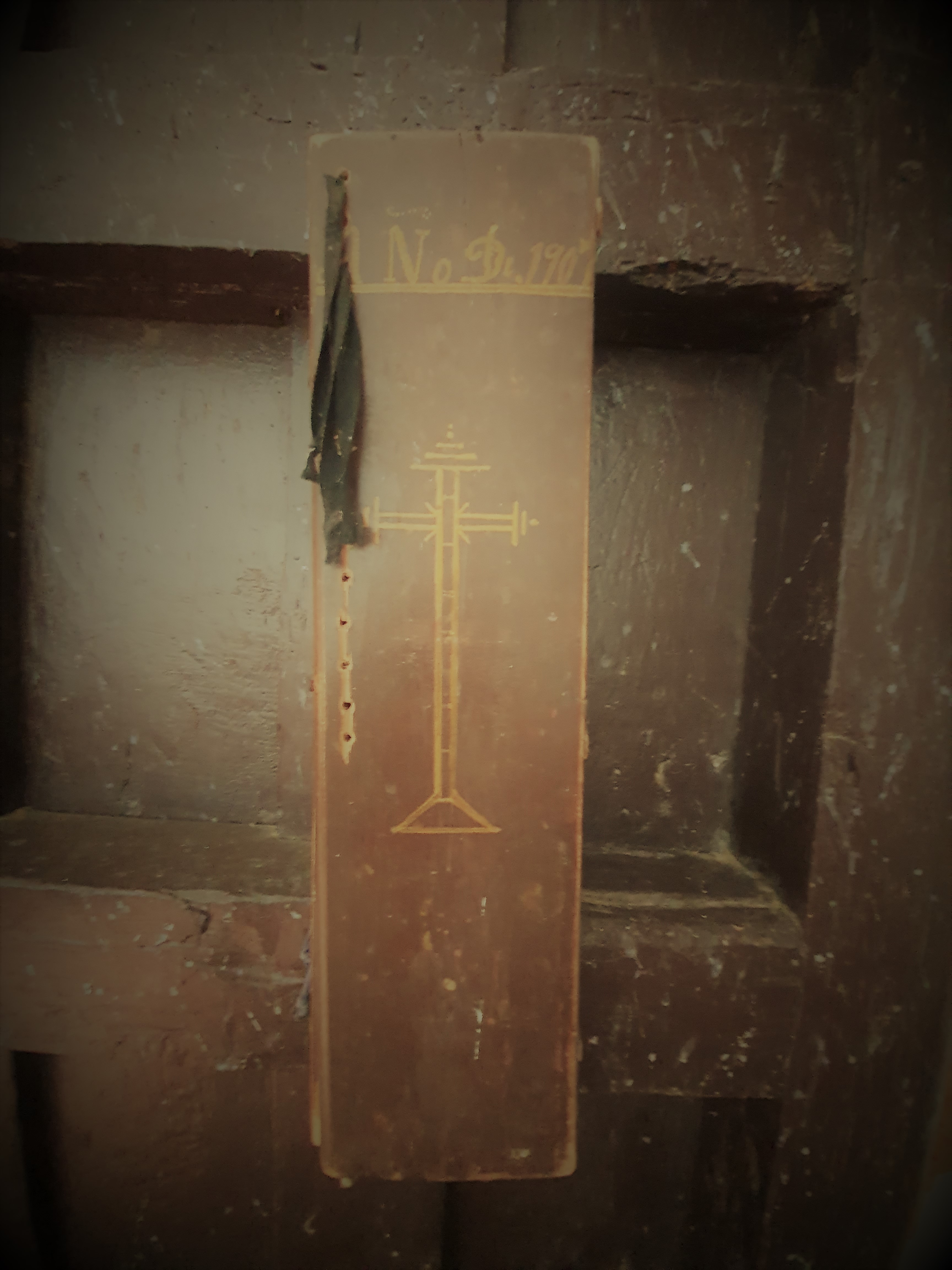
Libro de cofrades de la Santísima Vera Cruz de Villamelendro. Se trata de dos tablas en forma de libro con el nombre de los cofrades activos en ese momento. Si bien la cofradía se fundó en 1826, la tabla es de 1907 y recoge cofrades hasta mediados del.

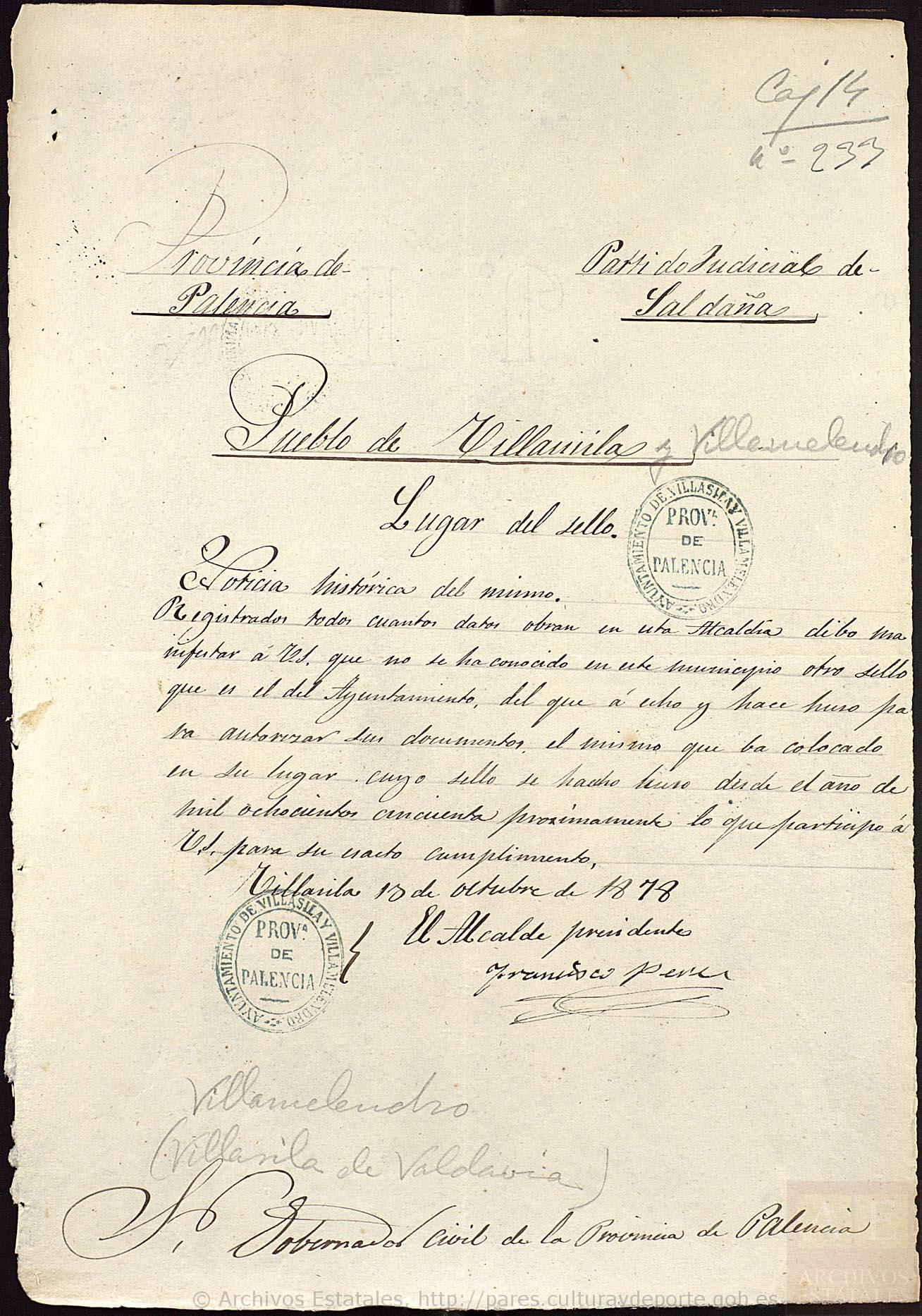
Publicación del Sello oficial del Ayuntamiento de Villasila y Villamelendro en 1878.

En 1826, se funda la cofradía de la Santísima Vera Cruz de Villamelendro.
En 1828, el doctor Sebastián Miñano, miembro de la Real Academia de la Historia y de Sociedad de Geografía de París, en su Diccionario geográfico-estadístico de España y Portugal hace la siguiente descripción de ambas villas:

«VILLASILA y VILLAMELENDRO: Villas Realengas de España, provincia de Palencia, partido de Carrión. Alcalde ordinario, 97 vecinos, 342 habitantes, 1 parroquia, 1 pósito. Situados a orilla del río Valdavia. Confina por Norte con Villaeles, por Este con Sotobañado y Calahorra, por Sur con Arenillas de Nuño Pérez y Villanuño y por Oeste con Villota del Duque. Les rodean por Oeste y Norte bastantes montañas. Produce granos, pastos, lino y ganados. Dista 4 leguas de la cabeza de partido. Contribuye 2301 reales, 9 maravedíes. Derechos enajenados 342 reales, 15 maravedíes.»

En 1829 aparece dentro de la Nota de las cuotas de la Contribución general, dentro del Partido de Carrión de los Condes, contribuyendo con 9615 reales de vellón, y su traslación equivalente de 4807 maravedís.
En 1834 con la nueva división territorial, aparece dentro del partido judicial de Saldaña, el cual cuenta en su constitución con 108 pueblos, 4855 vecinos y 20170 almas, lo que da un ratio de 4,15 almas por vecino.
En 1845, Pascual Madoz detalla con mayor profusión, en su Diccionario geográfico-estadístico-histórico de España y sus posesiones de Ultramar lo siguiente:

«VILLASILA y VILLAMELENDRO: dos barrios que forman una villa con ayuntamiento en la provincia de Palencia (44 leguas), partido judicial de Saldaña (2 1/2) audiencia territorial y corregimiento general de Valladolid 49 diócesis de León (45). Situada en el centro de un valle, el primero en terreno llano y el otro en una pequeña altura, a distancia de 1/4 de hora. Su CLIMA es templado, bien ventilado y sano. Consta de 90 CASAS de pobre construcción; escuela de primeras letras, concurrida por 27 niños y 11 niñas y otra en Villamelendro. Uno y otro tienen fuente para el consumo del vecindario; 2 iglesisa parroquiales (San Pelayo la de Villasila y la Asunción la de Villamelendro) ambas de entrada y provisión en patrimoniales. La ermita de Santervás en término de Villasila es de mucha veneración en estos pueblos. El TÉRMINO confina: por Norte Villaeles, Este San Martín y Revilla de Collazos, Sur Arenillas de Nuño Pérez y Oeste Vega de Doña Olimpa. Su TERRENO es de excelente calidad y una buena porción de regadío. Le cruza el riachuelo de Valdavia tanto por el Este como el Oeste. Se halla poblado de robles, jaras y otros arbustos. Los CAMINOS son locales y medianos. La CORRESPONDENCIA se recibe de Saldaña. Produce trigo, centeno, cebada, avena, garbanzos, titos, yeros, lino, patatas, nabos y otras. Se cría ganado lanar, vacuno, caballar, mular, y caza de liebres, perdices y conejos, y pesca de truchas, barbos, peces y cangrejos. INDUSTRIA agrícola y elaboración de lienzo; molinos harineros, uno para cada barrio, y fábrica de aceite de arder. COMERCIO: la venta de sus productos, la importación de aceite, bacalao, arroz y otros artículos. POBLACIÓN: 45 vecinos, 234 almas CAPACIDAD PRODUCTIVA: 77.040 reales, IMPUESTOS: 2508 reales, PRESUPUESTO MUNICIPAL asciende a 4.000 reales y se cubre con los productos de reparto vecinal.»

En 1878, bajo la supervisión de Nicolás María Serrano, aparece la siguiente referencia en el Diccionario universal de la Lengua Castellana, Ciencias y Artes. Enciclopedia de los conocimientos humanos.

«Villasila y Villamelendro: Geog. Esp. Dos barrios que forman una villa con en la provincia de Palencia partido judicial de Saldaña audiencia territorial de Valladolid capitanía general de Castilla la Vieja y diócesis de León. con 275 habitantes. Están situados en el centro de un valle el primero en terreno llano y el otro en una pequeña distancia de un cuarto de hora. Produce trigo, centeno, cebada, avena, garbanzos, titos, yeros, lino, patatas nabos y otras hortalizas; cría ganado lanar, vacuno, caballar, mular y asnal.»

Este año también, se publican el sello oficial del Ayuntamiento de Villasila y Villamelendro, dejando constancia de la noticia histórica, en un documento custodiado en el Archivo Histórico Nacional:

«Provincia de Palencia. Partido Judicial de Saldaña. Pueblo de Villasila y Villamelendro. Lugar del Sello. Noticia histórica del mismo. Registrados todos cuantos datos obran en esta Alcaldía debo manifestar a V.S. que no se ha conocido en este municipio otro sello que es el del Ayuntamiento, del que á echo hace huso par autorizar sus documentos el mismo que ba colocado en su lugar cuyo sello se hacho huso desde el año de mil ochocientos cincuenta proximamente lo que participo á V.S. para su esacto cumplimiento. Villasila 13 de Octubre de 1878. EL alcalde presidente: Francisco Pérez (abajo) Villamelendro (Villasila de Valdavia) (abajo) Sr. Gobernador civil de la Provincia de Palencia.»

## Fiestas
La Asunción de Nuestra Señora y el día de San Roque. Se celebran los días 14,15 y 16 de agosto.
Rescatadas en 1988 tras más de dos décadas sin celebrarse debido al éxodo rural de la década de los 60. Especial interés tienen la «Pancetada» de Villamelendro el día 14 de agosto, cuya receta sigue siendo un secreto sólo compartido con Villasila de Valdavia. También destacar la tradición de las «Bengalas», donde se apagan las luces del pueblo y se canta el Himno de la alegría todos juntos solo iluminados por las luces de bengalas y fuegos artificiales. De igual interés han sido las cinco ediciones del campeonato de Sokatira interpueblos del día 15 de agosto por la tarde.
Palmarés de Campeones del campeonato de Sokatira de Villamelendro:
- 2002: Villasila de Valdavia
- 2003: Villanuño de Valdavia
- 2004: Arenillas de San Pelayo
- 2005: Arenillas de San Pelayo
- 2006: Portillejo
- El de 2007 se declaró desierto el premio debido al mal tiempo. Desde el 2008 se organizan en sustitución del mismo, campeonatos de Bolo Llano, Bolo femenino, y de Chana a morrillo.

En 2020 y 2021 se cancelaron temporalmente los actos de fiesta, debido a la Pandemia del COVID-19 a modo de medida preventiva, recuperándose en 2022.

## Demografía
Evolución de la población antes del siglo XXI
| 1528 | 1882 |
| 121  | 115  |

Evolución de la población en el siglo XXI
| Gráfica de evolución demográfica de Villamelendro entre 2000 y 2020 |
|                                                                     |
| Población de derecho (2000-2020) según el padrón municipal del INE  |

## Toponimia

### Hidrónimos
| Arroyos              | Arroyos                  | Arroyos             | Arroyos                | Arroyos                | Arroyos              |
| -------------------- | ------------------------ | ------------------- | ---------------------- | ---------------------- | -------------------- |
| Boqueras, Aº. de las | Canalejas, Aº. de las    | Cuérnago del Molino | Cuestamañana, Aº de    | Franciscas, Aº. de las | Fuentemellada, Aº de |
| Huertas, Aº de las   | Huerto Las Casas, Aº del | Lobas, Aº. de las   | Majadillas, Aº. de las | Matafrades, Aº. de     | Matazalce, Aº de     |
| Orejo, Aº de         | Quintanillas, Aº de las  | Romilla, Aº de      | Valdecabras, Aº de     | Valdecirbano, Aº       | Valdemadre, Aº de    |
| Valdeodrés, Aº de    |                          |                     |                        |                        |                      |

| Fuentes         | Fuentes            | Fuentes               | Fuentes |
| --------------- | ------------------ | --------------------- | ------- |
| Vega, Fuente de | Pueblo, Fuente del | Escuela, Fuente de la |         |

| Ríos          |
| ------------- |
| Valdavia, Río |

### Orónimos
| Caminos                   | Caminos            | Caminos              | Caminos           | Caminos        | Caminos               |
| ------------------------- | ------------------ | -------------------- | ----------------- | -------------- | --------------------- |
| Barriales, Cº de los      | Campos, Cº de los  | Fuentepedreña, Cº de | Itero Seco, Cº de | Landesa, Cº de | Otero Nombrado, Cº de |
| Palominas, Cº de las      | Pepino, Cº de      | Rigueras, Cº de las  | S. Andrés, Cº de  | Soto, Cº del   | Sotobañado, Cº de     |
| Camino de Dña. Olimpa, Cº | Villabasta, Cº. De | Villada, Cº de       |                   |                |                       |

| Montañas       | Montañas    | Montañas       | Montañas           |
| -------------- | ----------- | -------------- | ------------------ |
| Corrillo, 990m | Lobas, 990m | Morcorio, 986m | Picones, Los. 985m |

| Pagos           | Pagos         | Pagos        | Pagos                   | Pagos            | Pagos            |
| --------------- | ------------- | ------------ | ----------------------- | ---------------- | ---------------- |
| Argañales, Los  | Arnillas, Las | Barciganillo | Camino de Villamelendro | Canalejas        | Cañadillo, El    |
| Corbejones, Los | Corrillo      | Eras, Las    | Espineras, Las          | Fontecha, La     | Franciscas, Las  |
| Fuentemellada   | Fuentepedreña | Hazas, Las   | Hongares, Los           | Huertas, Las     | Huerto Las Casas |
| Landesa         | Llanillos     | Lobas, Las   | Manrubial               | Matafrades       | Matazalce        |
| Molino del Oleo | Olmos, Los    | Orejo        | Otero Nombrado          | Pajariteros, Los | Palominas, Las   |
| Payudos         | Portilla, La  | Quintana     | Quintanas, Las          | Rabas, Las       | Ribero, El       |
| Rigueras, Las   | Romilla       | Soto, El     | Tras La Iglesia         | Valdecirbano     | Valdemadre       |
| Valdeodrés      |               |              |                         |                  |                  |